# Elezioni presidenziali negli Stati Uniti d'America del 1852
Le elezioni presidenziali negli Stati Uniti d'America del 1852 furono la 17° tornata elettorale quadriennale e si tennero il 2 novembre.
La situazione politica presentava notevoli analogie con le precedenti elezioni presidenziai del 1844; ancora una volta il presidente degli Stati Uniti d'America in carica era un esponente del Partito Whig che era stato costretto a subentrare in carica a causa della morte improvvisa del presidente eletto, un eroe di guerra (nel primo caso la presidenza di William Henry Harrison, nel secondo la presidenza di Zachary Taylor).
La Convention Whig accantonò il presidente in carica Millard Fillmore e nominò candidato il generale Winfield Scott. I membri del Partito Democratico invece scelsero un candidato di compromesso poco conosciuto (un "dark horse"), Franklin Pierce.
Con poche differenze programmatiche tra i due candidati, la campagna elettorale si concentrò sulle loro personalità. I Whig denigrarono l'oscurità e l'apparente pallida figura di Pierce, strategia che non fu vincente. Pierce e il suo vicepresidente designato William R. King sconfissero con ampio margine Scott e il suo compagno di corsa William Alexander Graham della Carolina del Nord con il risultato di 254 grandi elettori contro 42.
In seguito a questa pesante sconfitta e le tensioni interne riguardo alla questione della schiavitù causarono una grave crisi del Partito Whig, che non riuscì a nominare un proprio candidato nelle elezioni presidenziali del 1856 e quindi si dissolse.
Il consistente margine di vittoria di Pierce non segnò d'altra parte l'inizio di un'era di dominio politico per i democratici. I Whig furono presto sostituiti come principale opposizione del Partito Democratico dal nuovo Partito Repubblicano, che divenne ben presto la forza dominante nella politica presidenziale degli Stati Uniti per i decenni a venire dopo la fine degli anni 1850.
Nessun candidato presidenziale democratico avrebbe più realizzato una maggioranza sia nel voto popolare che in quello elettorale fino alle elezioni presidenziali del 1932, quando Franklin Delano Roosevelt sconfisse il presidente repubblicano uscente Herbert Hoover.
Pierce avrebbe dimostrato di essere un presidente largamente inefficace e nel 1856 gli fu negata la nomina del suo stesso partito, in favore di James Buchanan.
Nella mappa a lato sono indicati i risultati, con il colore blu che indica gli Stati vinti dall'accoppiata Pierce/King, mentre il camoscio quelli conquistati da Scott/Graham. I numeri indicano il numero di voti elettorali assegnati a ciascuno Stato.

## Nomination
Le Convention dei partiti sono considerate di seguito in ordine di voto popolare conseguito dal Partito.

### Democratici
I candidati democratici furono inizialmente i seguenti:
- Franklin Pierce, ex senatore per il New Hampshire.
- James Buchanan, ex segretario di Stato per la Pennsylvania.
- Lewis Cass, senatore per il Michigan.
- Joseph Lane per l'Oregon.
- Sam Houston, senatore per il Texas.
- Levi Woodbury, giudice associato della Corte suprema per il New Hampshire (deceduto prima della Convention).
- William Orlando Butler, ex deputato alla Camera dei rappresentanti e generale per il Kentucky.
- Daniel Stevens Dickinson, senatore per lo Stato di New York.
- Philip Allen, governatore del Rhode Island.
- Henry Dodge, senatore per il Wisconsin.
- Stephen A. Douglas, senatore per l'Illinois (ritiratosi durante il ballottaggio).
- William L. Marcy, ex segretario alla Guerra per New York (ritiratosi durante il ballottaggio).

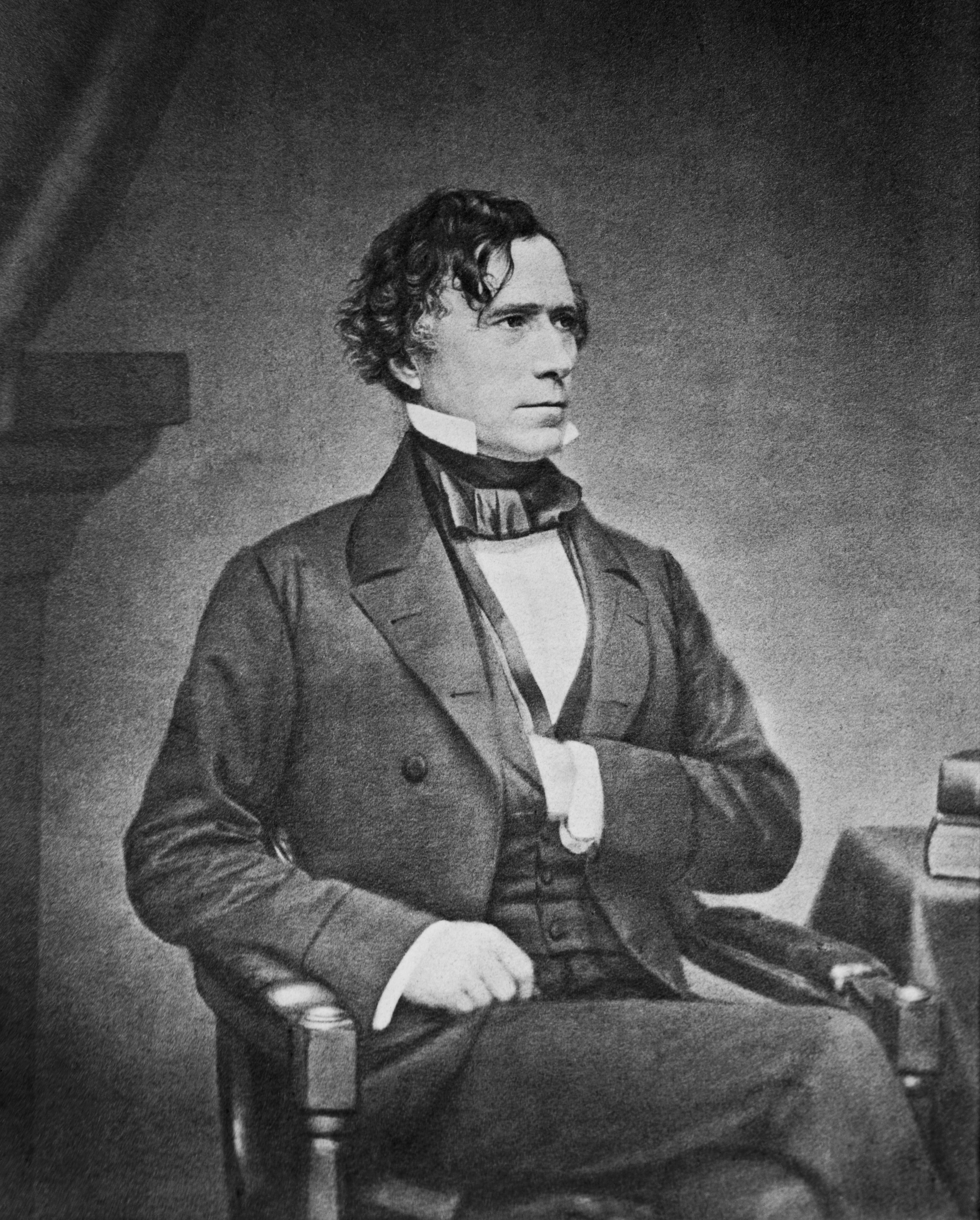
Franklin Pierce
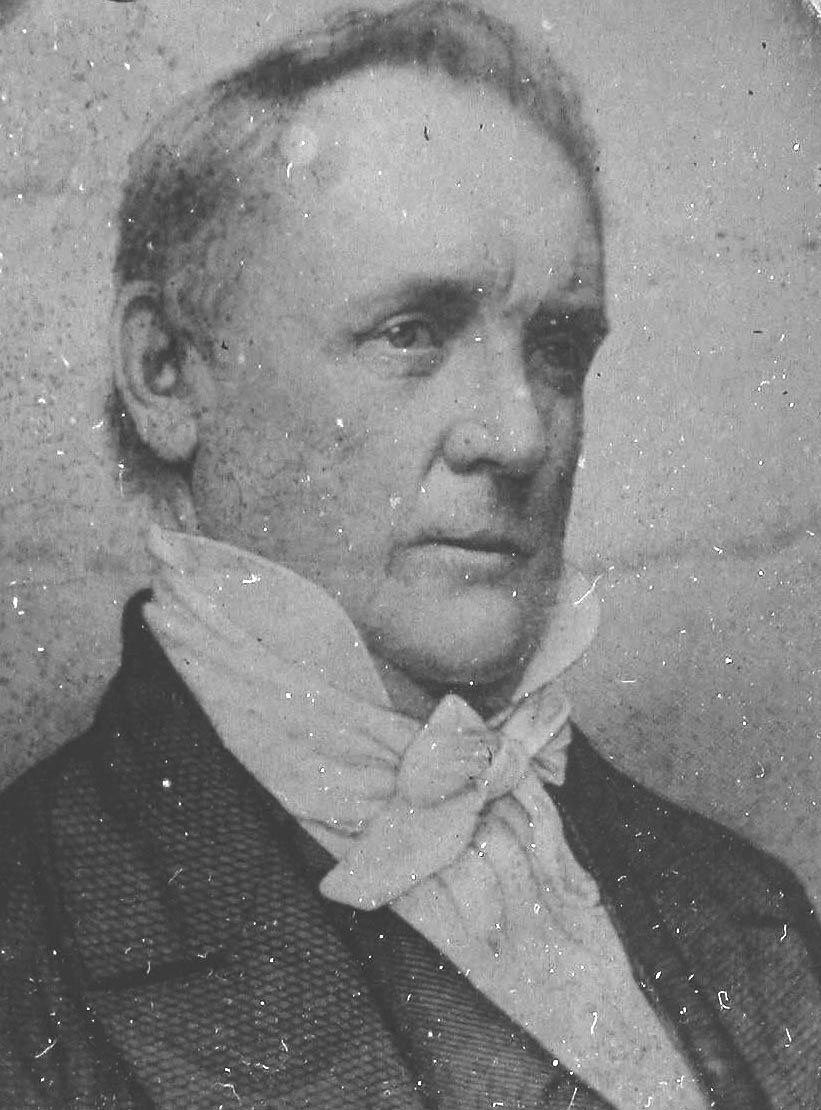
James Buchanan
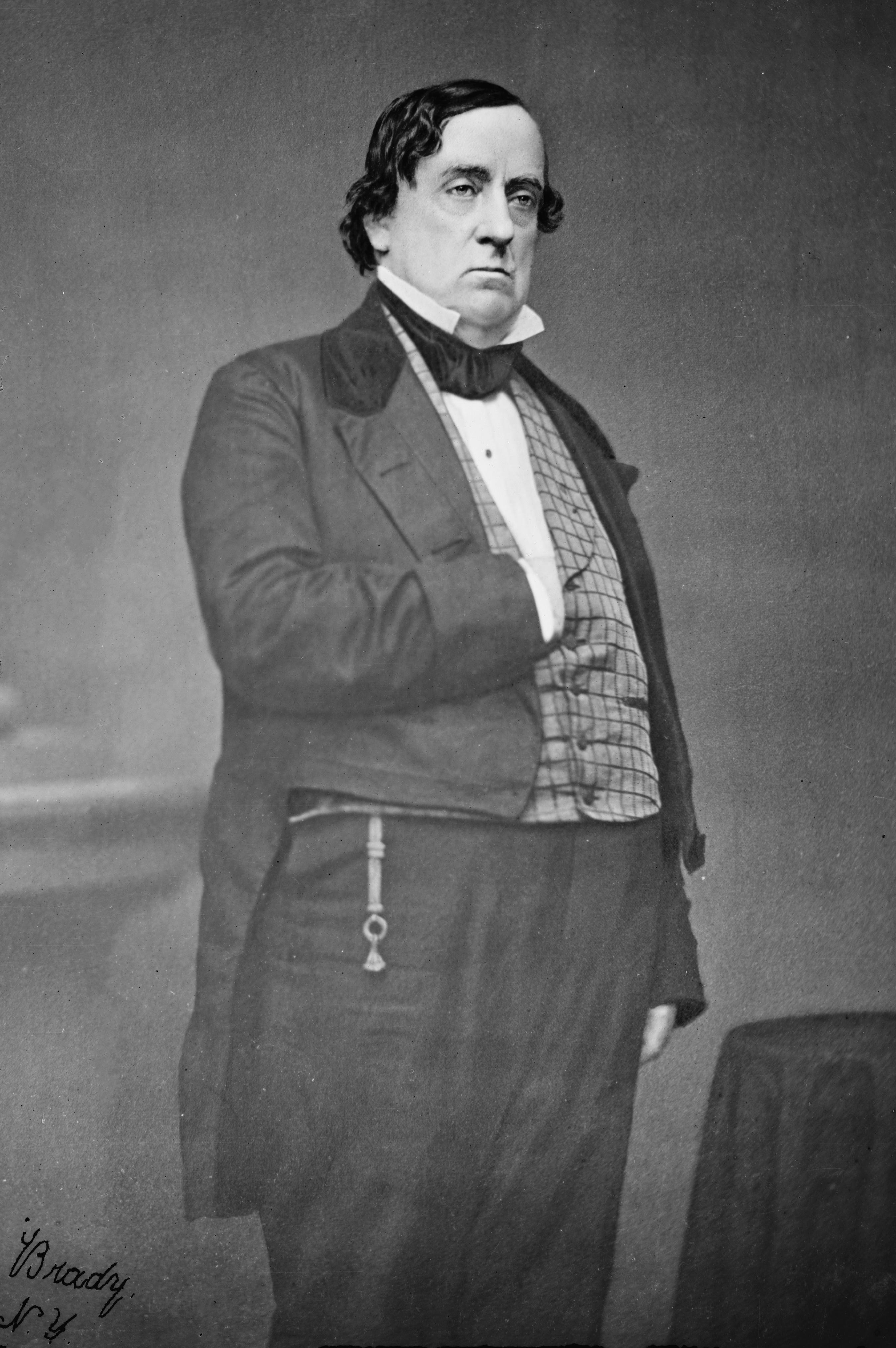
Lewis Cass
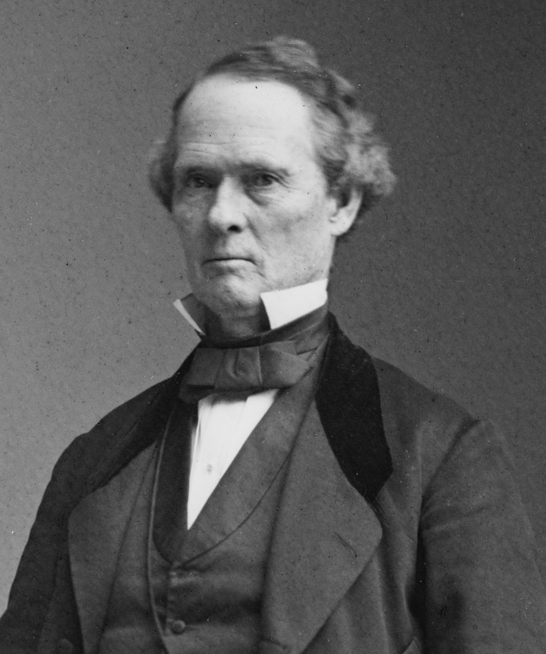
Joseph Lane
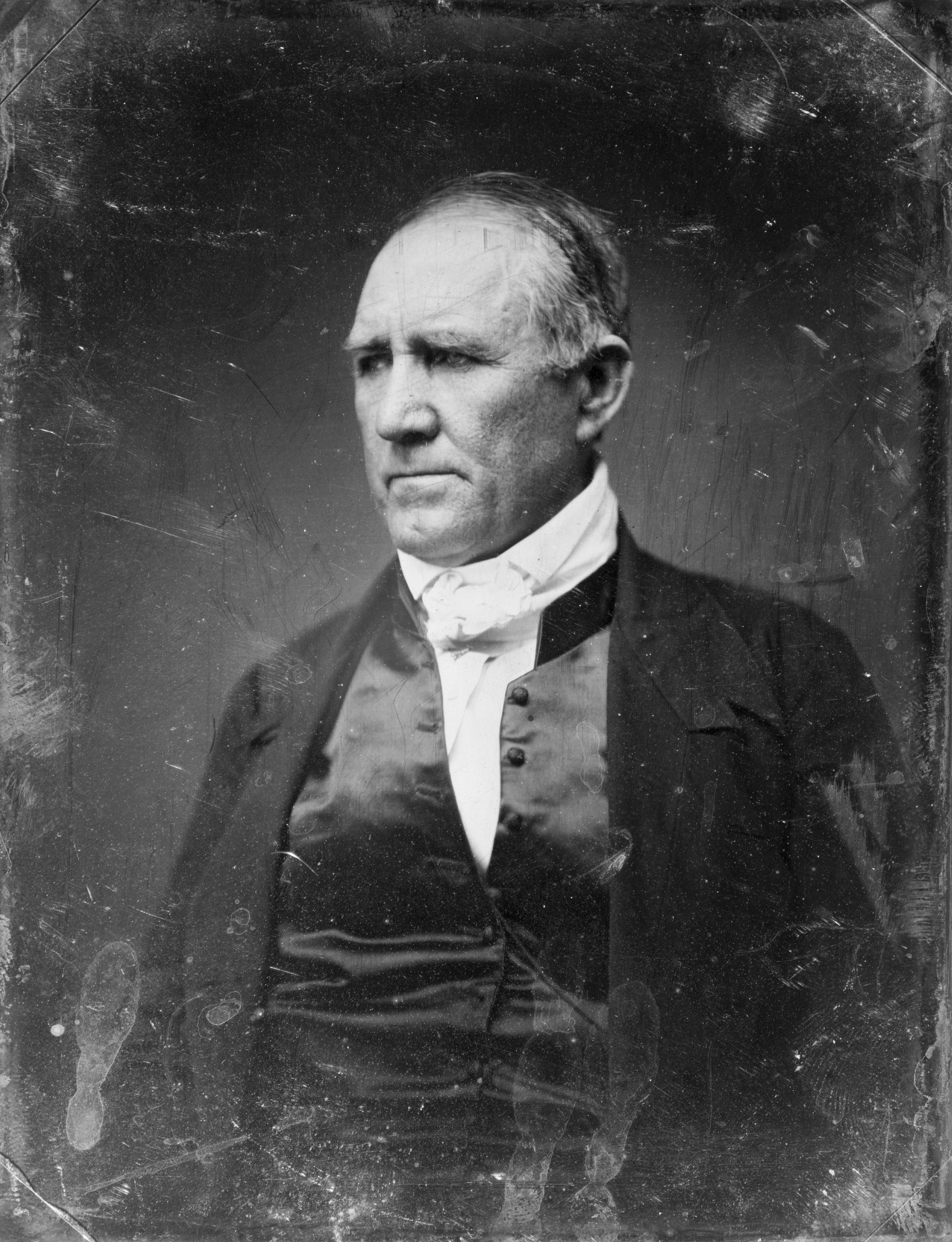
Sam Houston
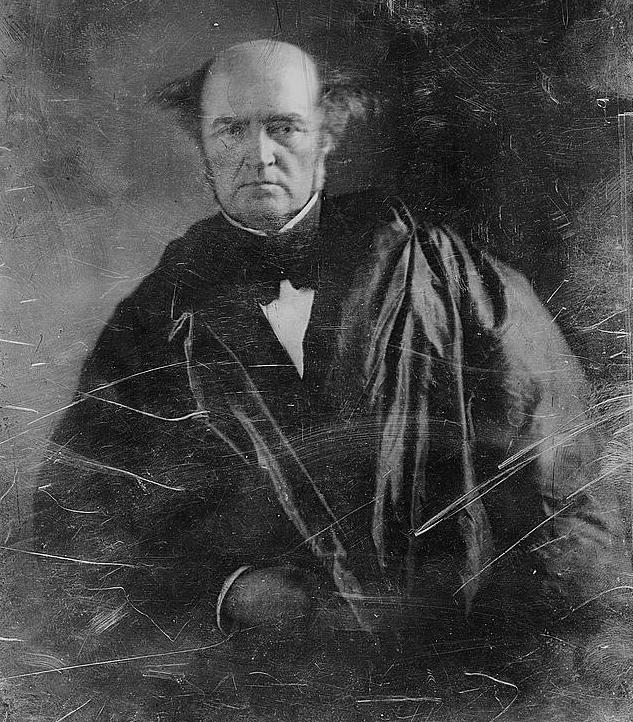
Levi Woodbury
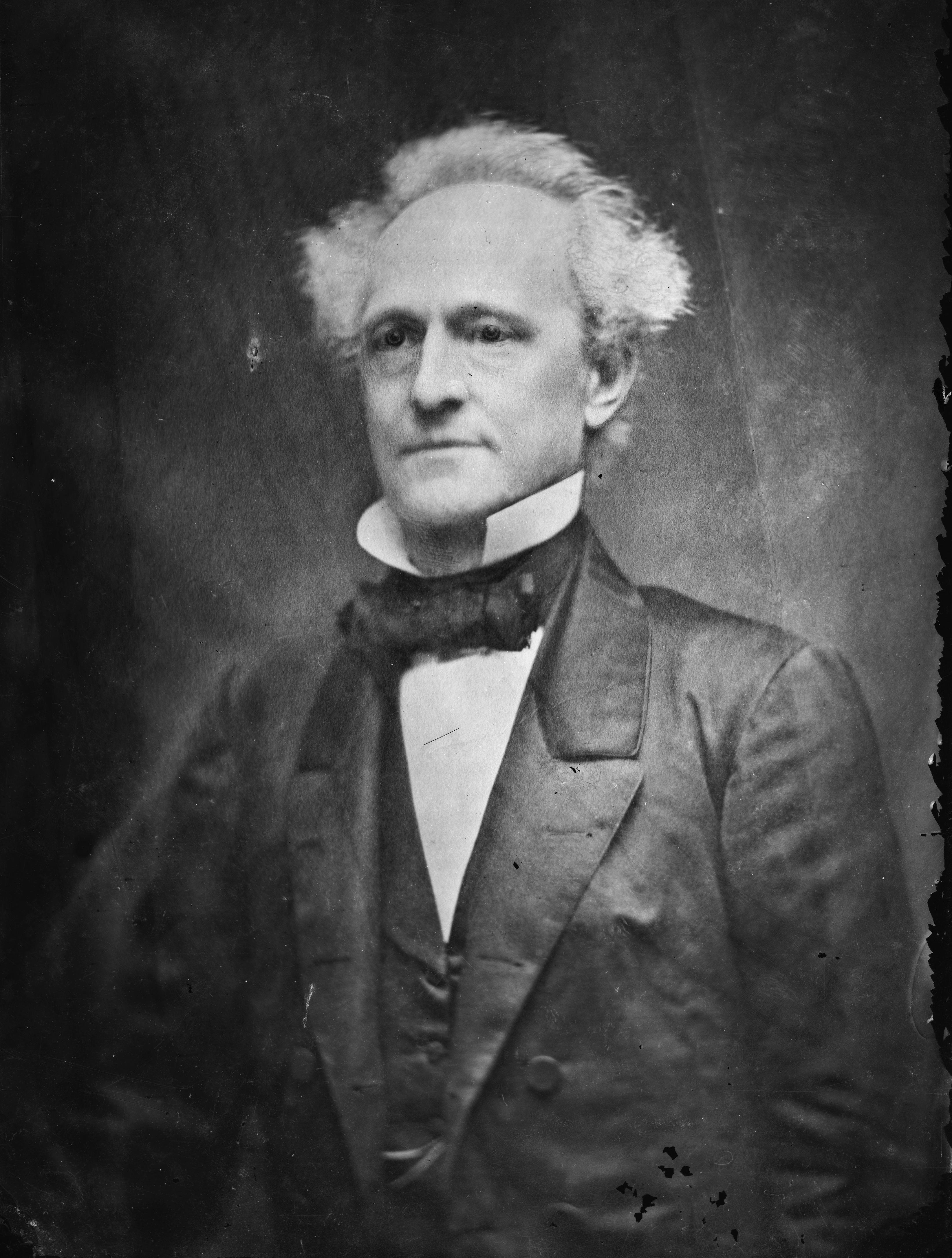
William O. Butler
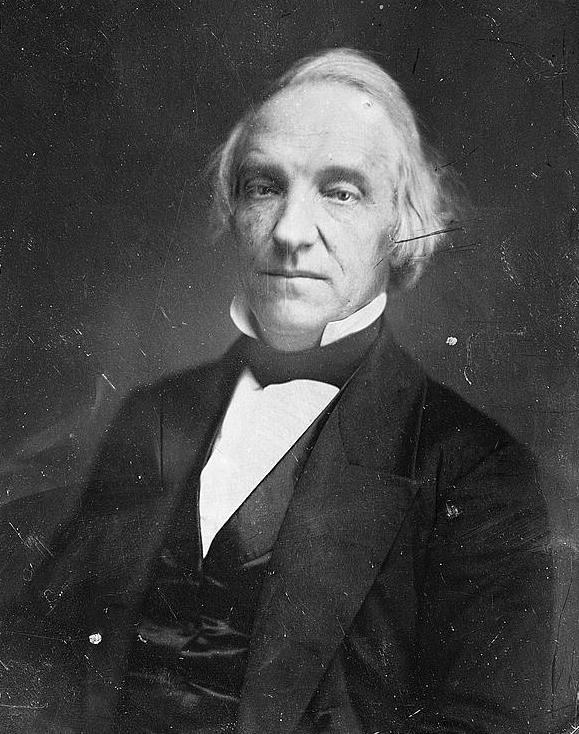
Daniel S. Dichinson
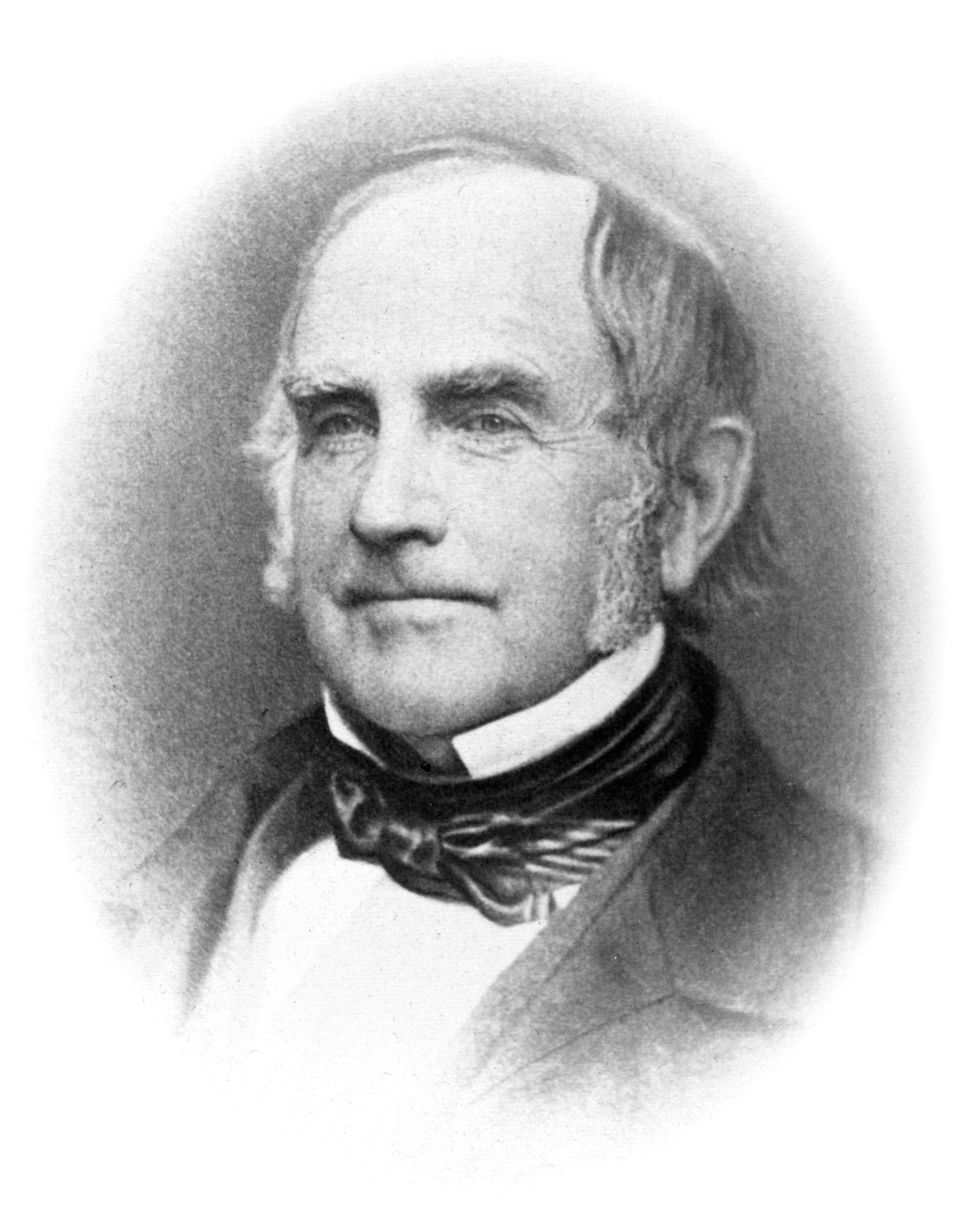
Philip Allen
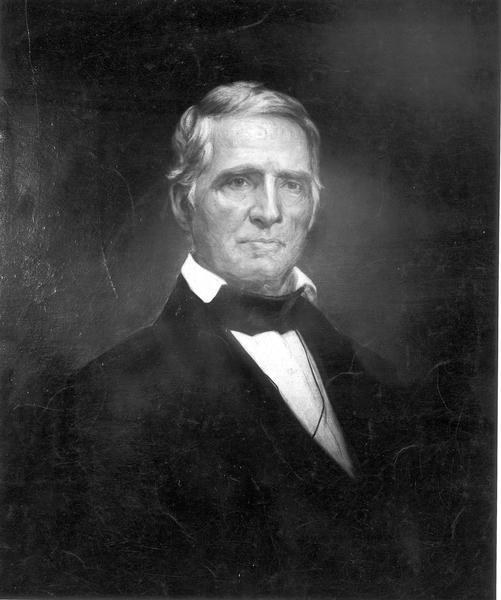
Henry Dodge
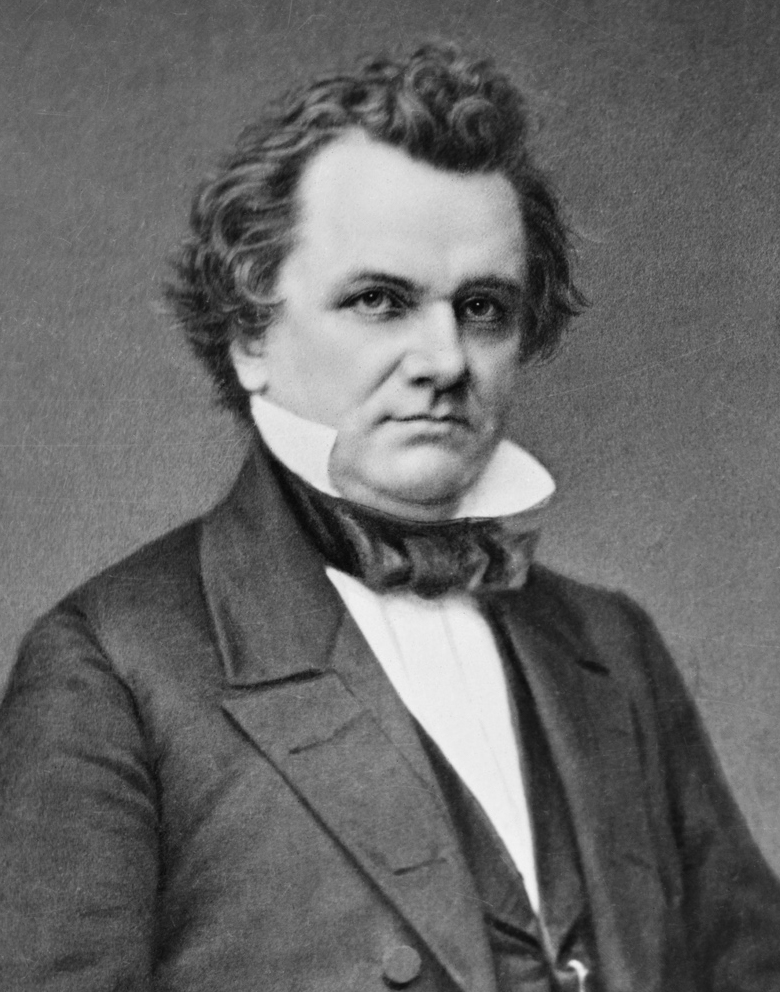
Stephen A. Douglas
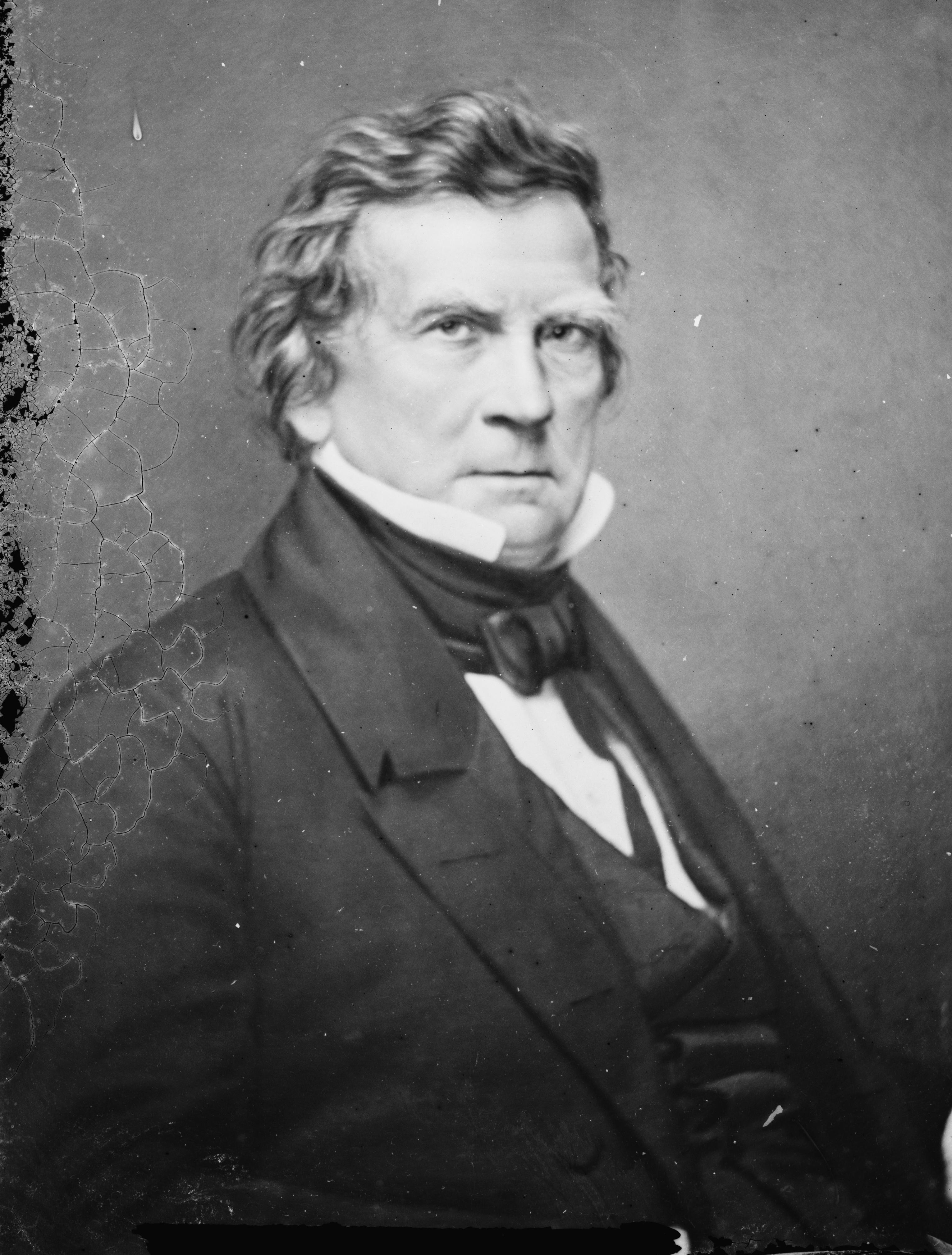
William L. Marcy

Quando i Democratici convennero a Baltimora tra l'1 e il 5 di giugno, quattro candidati principali gareggiarono per la nomina: Lewis Cass, già candidato ufficiale nelle precedenti elezioni presidenziali del 1848, che aveva il sostegno dei Nordisti che approvarono il Compromesso del 1850; James Buchanan, popolare nel Sud e nel suo Stato d'origine, la Pennsylvania; Stephen A. Douglas, candidato degli espansionisti del West e degli interessi ferroviari e William L. Marcy, la cui forza era tutta incentrata nel suo Stato d'appartenenza, New York. Durante le votazioni numerosi altri candidati ricevettero voti, anche se pochi.
Cass arrivò in testa nei primi diciannove scrutini, con Buchanan secondo e Douglas e Marcy che si scambiarono la terza e quarta posizione. Buchanan fu il protagonista del ventesimo scrutinio e mantenne la prima posizione in ciascuno dei nove successivi. Douglas arrivò in testa con uno stretto vantaggio nel 30° e 31°. Cass riconquistò il primo posto solo al 44°. Marcy guidò le quattro successive votazioni.
Pierce, ex membro del Congresso e ex senatore, iniziò a essere votato solo a partire dal 35º scrutinio, quando la delegazione della Virginia lo propose come scelta di compromesso; consolidò la propria posizione nelle successive votazioni e finì con l'essere nominato quasi all'unanimità al 49° ballottaggio.
| Votazioni per la presidenza |     |     |     |     |     |     |     |     |     |     |     |     |     |     |     |     |     |     |     |     |     |     |     |     |     |
| Votazione                   | 1°  | 2°  | 3°  | 4°  | 5°  | 6°  | 7°  | 8°  | 9°  | 10° | 11° | 12° | 13° | 14° | 15° | 16° | 17° | 18° | 19° | 20° | 21° | 22° | 23° | 24° | 25° |
| Franklin Pierce             | 0   | 0   | 0   | 0   | 0   | 0   | 0   | 0   | 0   | 0   | 0   | 0   | 0   | 0   | 0   | 0   | 0   | 0   | 0   | 0   | 0   | 0   | 0   | 0   | 0   |
| Lewis Cass                  | 116 | 118 | 119 | 115 | 114 | 114 | 113 | 113 | 112 | 111 | 101 | 98  | 98  | 99  | 99  | 99  | 99  | 96  | 89  | 81  | 60  | 43  | 37  | 33  | 34  |
| James Buchanan              | 93  | 95  | 94  | 89  | 88  | 88  | 88  | 88  | 87  | 86  | 87  | 88  | 88  | 87  | 87  | 87  | 87  | 85  | 85  | 92  | 102 | 104 | 104 | 103 | 101 |
| William L. Marcy            | 27  | 27  | 26  | 25  | 26  | 26  | 26  | 26  | 27  | 27  | 27  | 27  | 26  | 26  | 26  | 26  | 26  | 25  | 26  | 26  | 26  | 26  | 27  | 26  | 26  |
| Stephen A. Douglas          | 20  | 23  | 21  | 33  | 34  | 34  | 34  | 34  | 39  | 40  | 50  | 51  | 51  | 51  | 51  | 51  | 50  | 56  | 63  | 64  | 64  | 77  | 78  | 80  | 79  |
| Altri                       | 40  | 33  | 36  | 34  | 34  | 34  | 35  | 35  | 31  | 32  | 31  | 32  | 33  | 33  | 33  | 33  | 34  | 34  | 33  | 33  | 44  | 46  | 50  | 54  | 56  |

| Votazioni per la presidenza |     |     |     |     |     |     |     |     |     |     |     |     |     |     |     |     |     |     |     |     |     |     |     |     |
| Votazione                   | 26° | 27° | 28° | 29° | 30° | 31° | 32° | 33° | 34° | 35° | 36° | 37° | 38° | 39° | 40° | 41° | 42° | 43° | 44° | 45° | 46° | 47° | 48° | 49° |
| Franklin Pierce             | 0   | 0   | 0   | 0   | 0   | 0   | 0   | 0   | 0   | 15  | 30  | 29  | 29  | 29  | 29  | 29  | 29  | 29  | 29  | 29  | 44  | 49  | 55  | 282 |
| Lewis Cass                  | 33  | 32  | 28  | 27  | 33  | 65  | 93  | 123 | 130 | 131 | 122 | 120 | 107 | 106 | 107 | 107 | 101 | 101 | 101 | 96  | 78  | 75  | 72  | 2   |
| James Buchanan              | 101 | 98  | 96  | 98  | 91  | 83  | 74  | 72  | 49  | 39  | 28  | 28  | 28  | 28  | 27  | 27  | 27  | 27  | 27  | 27  | 28  | 28  | 28  | 0   |
| William L. Marcy            | 26  | 26  | 26  | 26  | 26  | 26  | 26  | 25  | 33  | 34  | 58  | 70  | 84  | 85  | 85  | 85  | 91  | 91  | 91  | 97  | 98  | 95  | 89  | 0   |
| Stephen A. Douglas          | 80  | 85  | 88  | 91  | 92  | 92  | 80  | 60  | 53  | 52  | 43  | 34  | 33  | 33  | 33  | 33  | 33  | 33  | 33  | 32  | 32  | 33  | 33  | 2   |
| Altri                       | 56  | 55  | 58  | 54  | 54  | 30  | 23  | 16  | 31  | 25  | 15  | 15  | 15  | 15  | 15  | 15  | 15  | 15  | 15  | 15  | 16  | 16  | 19  | 10  |

Fonti:.
In un gesto di pacificazione nei confronti dell'ala del partito schierata con Buchanan, i sostenitori di Pierce permisero ai suoi alleati di scegliere il candidato alla vicepresidenza, sapendo che avrebbero proposto il senatore dell'Alabama William R. King. Già al secondo scrutinio, con solamente una piccola opposizione, King ottenne la nomina per la vicepresidenza.
| Votazioni per la vicepresidenza |     |     |
| Votazione                       | 1°  | 2°  |
| William R. King                 | 125 | 277 |
| Solomon Weathersbee Downs       | 30  | 0   |
| John B. Weller                  | 28  | 0   |
| David Rice Atchison             | 25  | 0   |
| Gideon Johnson Pillow           | 25  | 0   |
| Robert Strange                  | 23  | 0   |
| William Orlando Butler          | 13  | 0   |
| Thomas Jefferson Rusk           | 13  | 0   |
| Jefferson Davis                 | 2   | 11  |
| Thomas Howell Cobb              | 2   | 0   |
| Astenuti                        | 2   | 0   |

Fonti:.
Durante la successiva campagna elettorale la tubercolosi di King, che riteneva di aver contratto a Parigi, gli negò il ruolo attivo dietro le quinte che avrebbe potuto altrimenti avere, ma si adoperò per assicurare gli elettori della sua regione che Pierce era un "uomo del Nord, ma con sani principi meridionali". King morì poco dopo la sua presa di funzioni, il 18 aprile 1853.

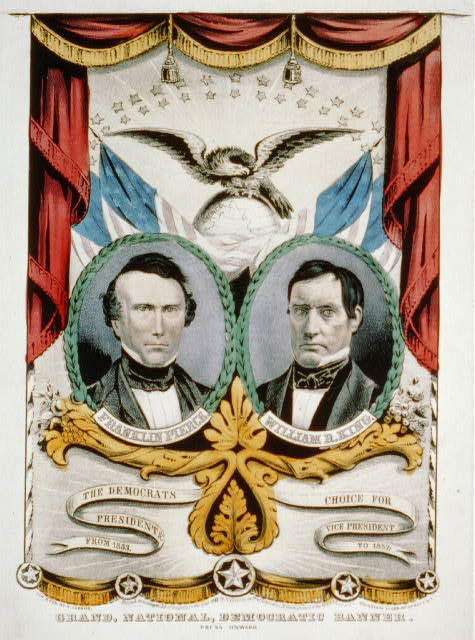
Manifesto elettorale di Pierce e King.

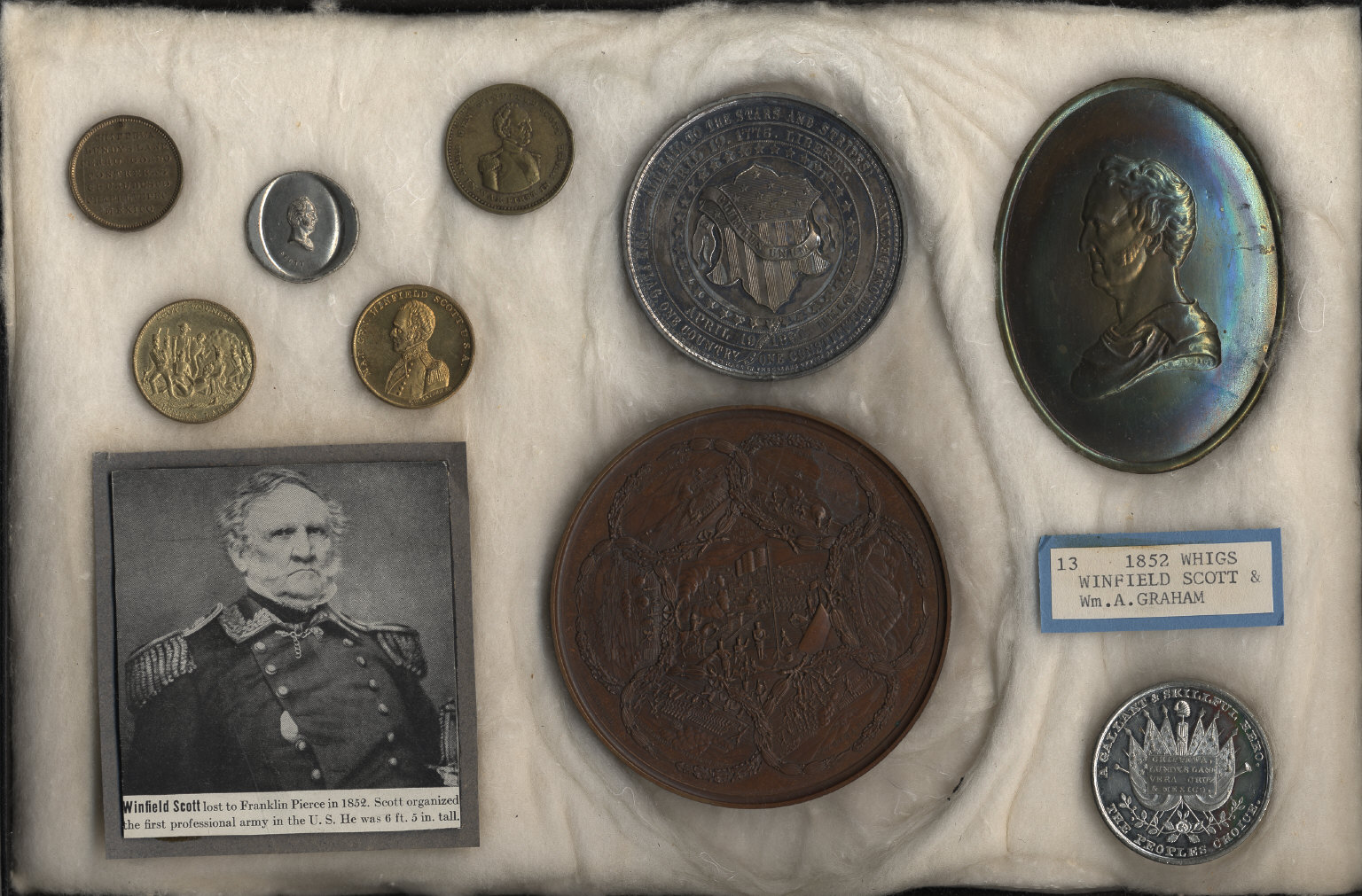
Cimeli commemorativi della campagna elettorale Whig.

| Candidati del Partito Democratico, 1852   |                                                |
| Franklin Pierce                           | William R. King                                |
| per Presidente                            | per Vice Presidente                            |
|                                           |                                                |
| senatore per il New Hampshire (1837–1842) | Senatore per l'Alabama (1819–1844 & 1848-1852) |
|                                           |                                                |

### Whig
I candidati Whig furono inizialmente i seguenti:
- Winfield Scott, Comandante generale dell'esercito statunitense per il New Jersey.
- Millard Fillmore, Presidente degli Stati Uniti d'America uscente per lo Stato di New York.
- Daniel Webster, segretario di Stato in carica per il Massachusetts.

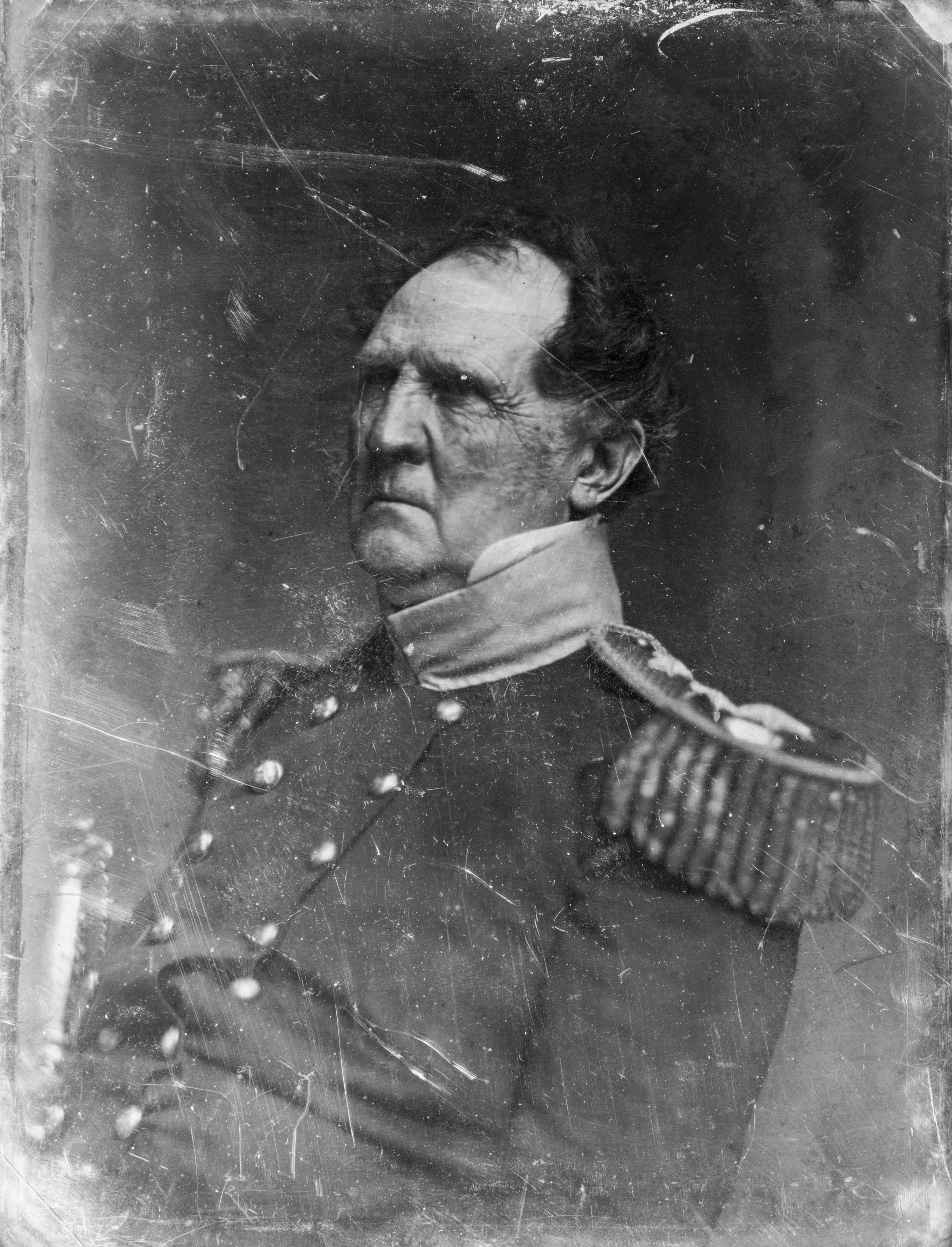
Winfield Scott
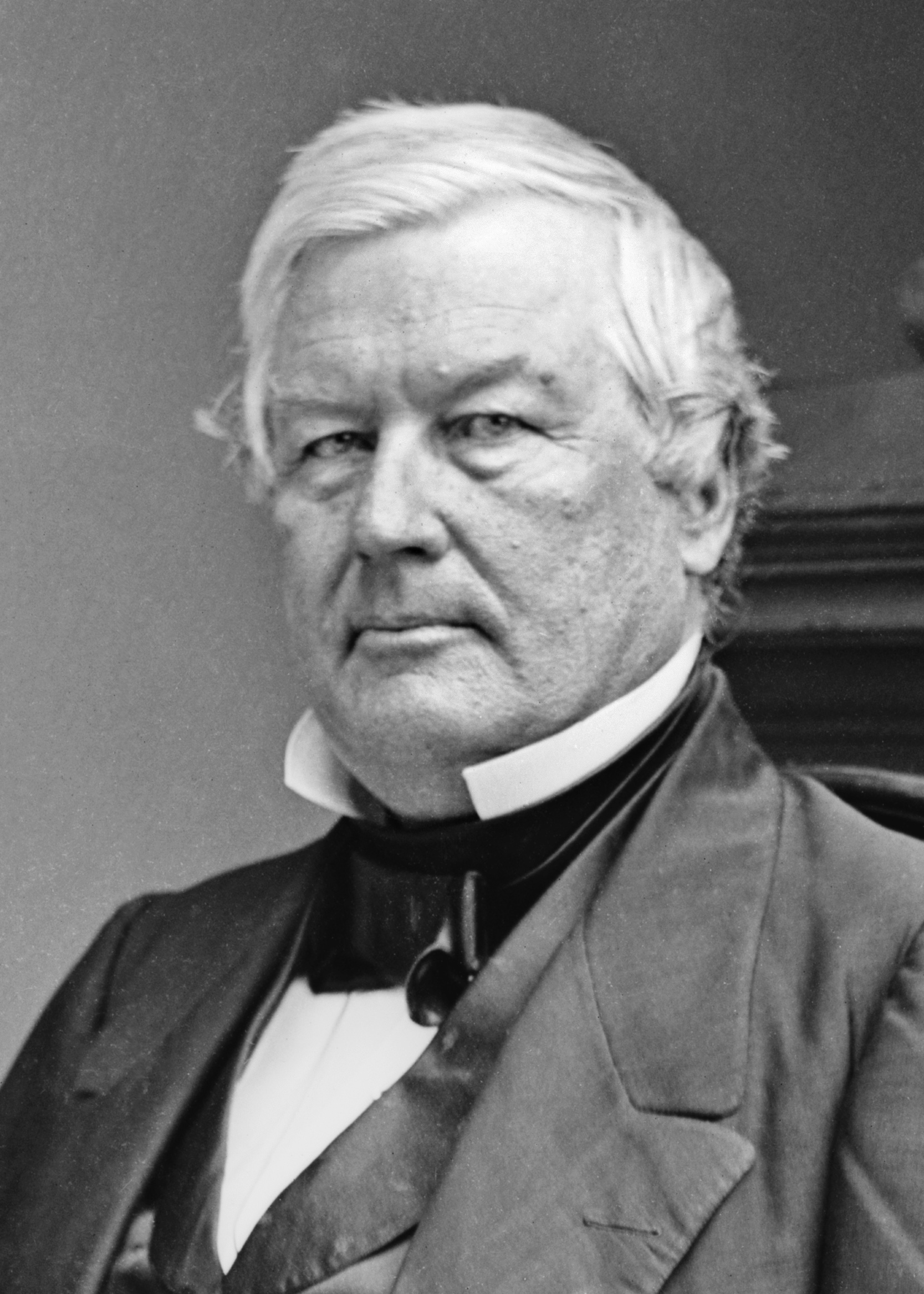
Millard Fillmore
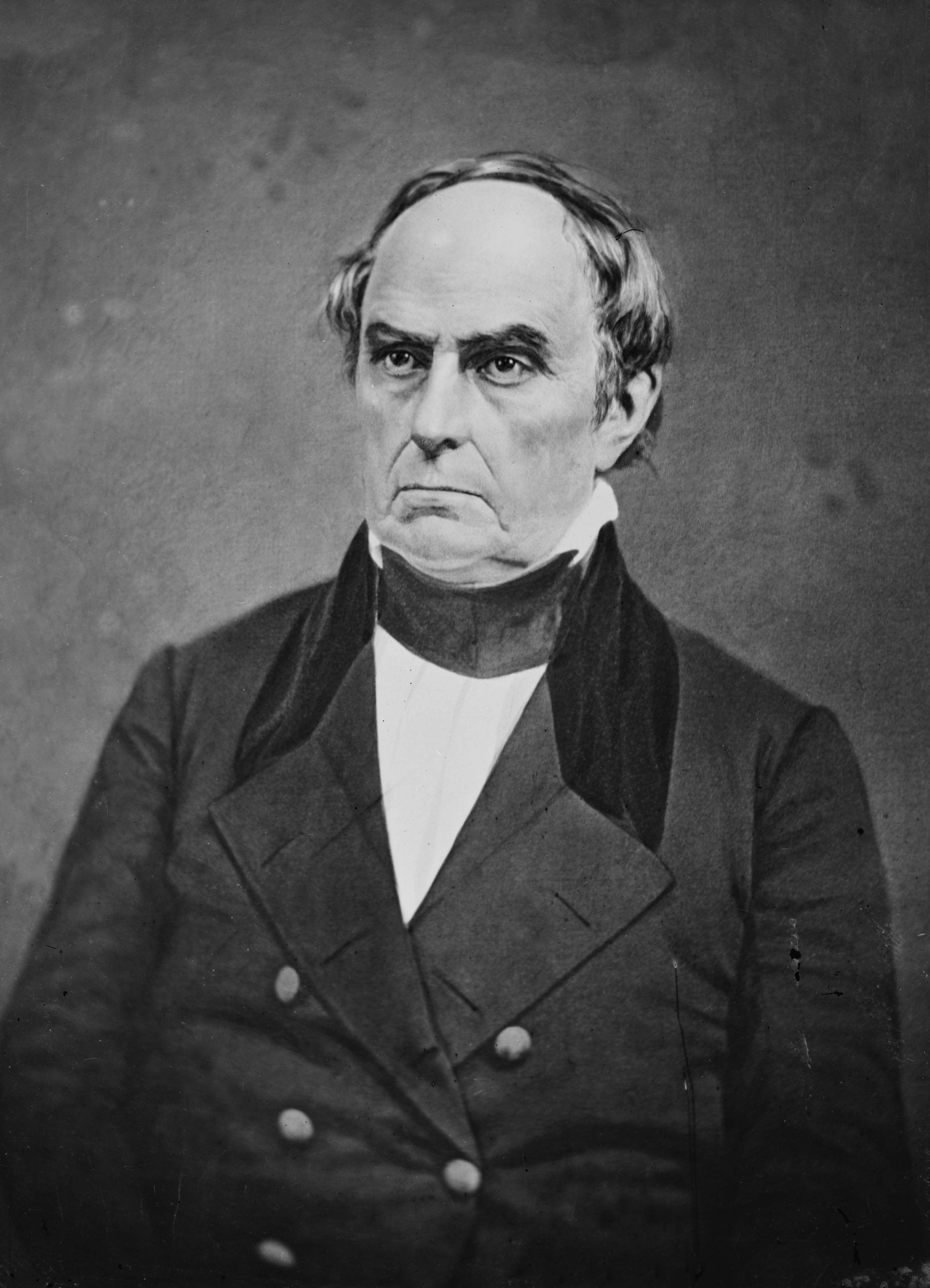
Daniel Webster

La Convention nazionale Whig, tenutasi a Baltimora dal 17 al 20 di giugno, si presentò ferocemente divisa. I sostenitori del presidente Fillmore sottolineavano il successo raggiunto con il Compromesso del 1850 e lo stroncamento del nascente movimento secessionista negli Stati del profondo Sud nel biennio 1850-1851. Gli esponenti settentrionali credettero però che il Compromesso favorisse troppo apertamente lo schiavismo sudista. I delegati degli Stati Uniti d'America nord-orientali appoggiarono l'eroico generale della guerra messico-statunitense Winfield Scott. Questi si era guadagnato il soprannome di "vecchio brontolone e piume" ("Old Fuss and Feathers") a causa della sua insistenza sull'aspetto e la disciplina e, pur rispettato, veniva visto anche dal popolo come un tipo eccentrico. La situazione era bloccata perché la maggior parte dei delegati della Nuova Inghilterra appoggiava Daniel Webster.
Al primo scrutinio Fillmore ricevette tutti i voti dei delegati provenienti dal Sud, salvo quattro; mentre ebbe solo 18 preferenze da parte dei delegati settentrionali. Il risultato fu di 133 voti per Fillmore, 131 per Scott e 29 per Webster. Scott raggiunse la Nomination al 53º scrutinio con un margine di 159 su 112 (con 21 voti per Webster) e sempre con un voto basato sulla provenienza geografica; ottenne l'appoggio del Nord con 142 preferenze contro 11, laddove invece Fillmore ebbe il sostegno del Sud con un margine di 101 preferenze contro 17.
| Candidati        | Candidati      | Candidati        | Candidati      | Candidati    | Candidati    | Candidati              | Candidati         |
| ---------------- | -------------- | ---------------- | -------------- | ------------ | ------------ | ---------------------- | ----------------- |
|                  |                |                  |                |              |              |                        |                   |
| Nome             | Winfield Scott | Millard Fillmore | Daniel Webster | Edward Bates | Rufus Choate | John Jordan Crittenden | Daniel S. Douglas |
| Voti certificati | 159 (53.72%)   | 112 (37.84%)     | 21 (7.09%)     | 1 (0.3375%)  | 1 (0.3375%)  | 1 (0.3375%)            | 1 (0.3375%)       |

William Alexander Graham fu scelto come candidato alla vicepresidenza.
Questa sarebbe stata l'ultima volta in cui il Partito Whig avrebbe nominato un proprio candidato presidenziale. Entro la fine del decennio il Partito si disgregò e cessò di esistere, principalmente a causa delle divisioni regionali causate dal problema della schiavitù.

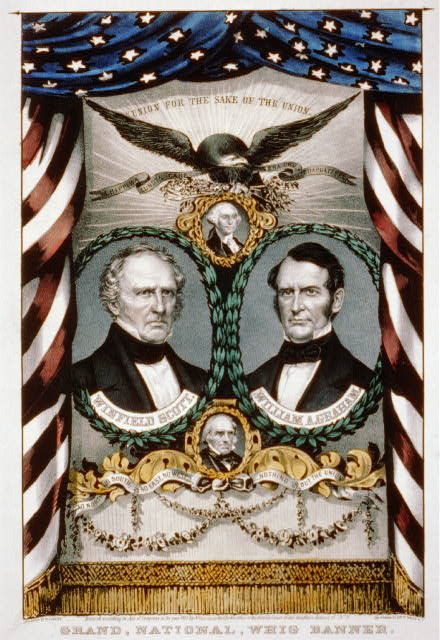
Manifesto elettorale di Scott e Graham.

| Candidati del Partito Whig, 1852                 |                                       |
| Winfield Scott                                   | William A. Graham                     |
| per Presidente                                   | per Vice Presidente                   |
|                                                  |                                       |
| 3° Comandante generale dell'esercito (1841-1861) | 20°Segretario alla Marina (1850-1852) |
|                                                  |                                       |

### Free Soil Party
- John Parker Hale, senatore per il New Hampshire.

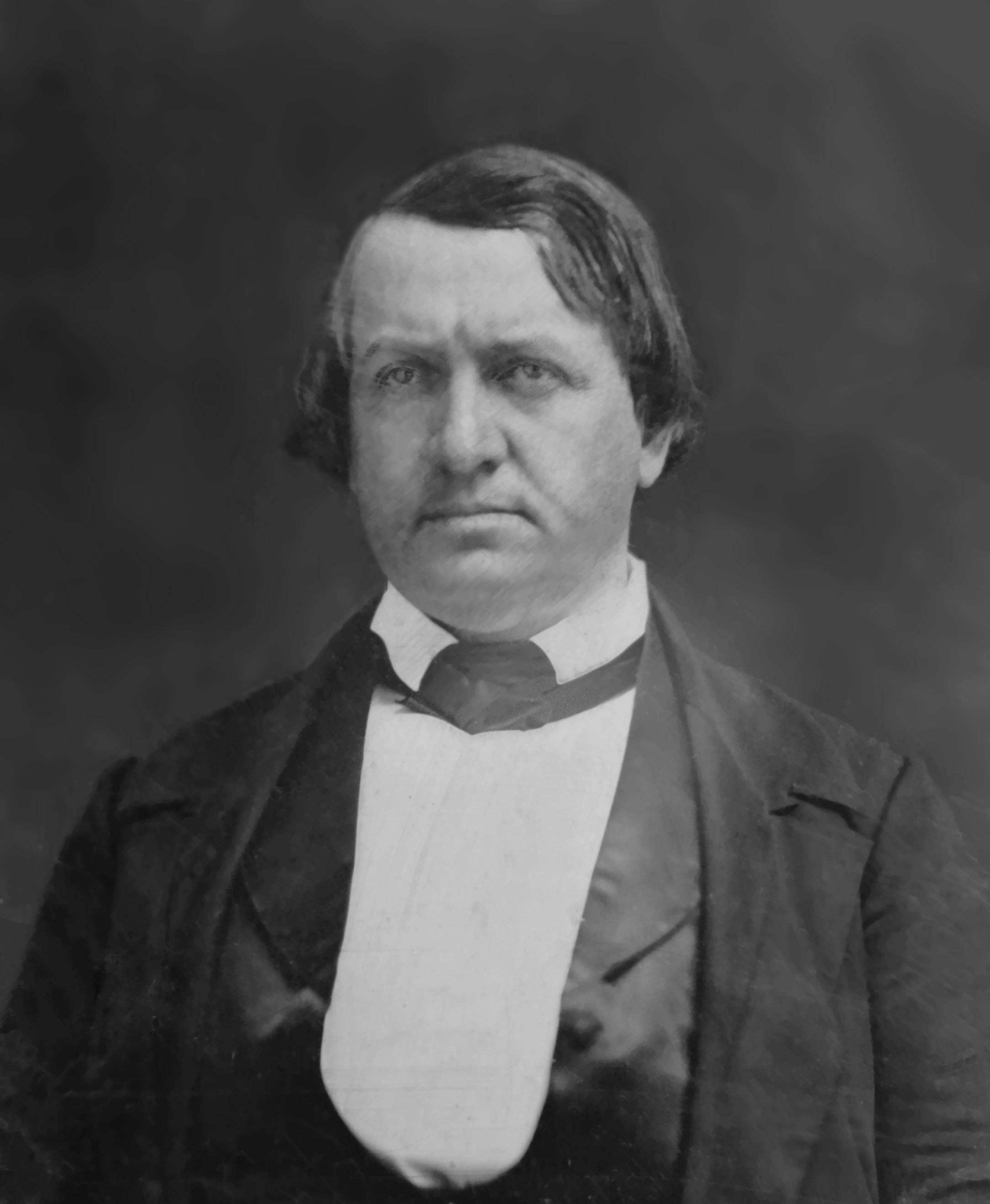
John P. Hale.

Il Free Soil Party nel 1852 era ancora la terza componente politica più forte della nazione. Tuttavia, in seguito al Compromesso del 1850, la maggior parte della corrente politica "Barnburners" newyorkese che lo sosteneva nelle elezioni presidenziali del 1848 erano rientrati in seno al Partito Democratico, mentre la maggior parte della fazione "Conscience" si riunì al Partito Whig.
La seconda Convention nazionale del Free Soil si incontrò nella "Masonic Hall" di Pittsburgh. John P. Hale fu scelto da 192 delegati (con 16 voti dispersi); gli fu affiancato George Washington Julian dell'Indiana il quale riuscì a spuntarla su Samuel Lewis e Joshua Reed Giddings, entrambi dell'Ohio.

### Union Party
Lo Union Party si formò nel corso del 1851 come una propaggine del partito Whig in diversi Stati del Sud, tra cui la Georgia. Mentre la scadenza elettorale si avvicinava i leader dello Union decisero di aspettare per vedere chi sarebbe stato nominato dai due maggiori partiti. Il movimento attorno alla candidatura di Daniel Webster come terzo concorrente alle elezioni cominciò a crescere al termine della Convention Whig e fu in larga parte guidato da coloro che erano stati strenuamente contrari alla nomina di Winfield Scott, tra cui Alexander Hamilton Stephens, Robert Toombs e George Ticknor Curtis. Webster si schierò contro quella che percepiva come una "rivolta" interna ai Whig e preferiva non essere nominato, ma alla fine acconsentì alla nomina.
Il 7 agosto lo Union tenne la sua Convention statale in Georgia e scelse Webster, gli fu affiancato Charles J. Jenkins. Il 15 settembre si tenne una Convention ufficiale alla "Faneuil Hall" di Boston, confermando le nomine fatte e respingendo altresì W. Scott, visto solo come un militare. La coppia di candidati Webster/Jenkins ricevette un discreto sostegno nazionale, in particolare dagli Whig Sudisti, ma anche in Massachusetts e nello Stato di New York, ma fu in generale considerata come elemento di divisione tra gli elettori di Scott. Webster non ebbe mai alcuna possibilità di vincere le elezioni, ma anche il nuovo Partito Know Nothing lo sostenne, nominandolo anche senza il suo permesso preventivo. Tuttavia Webster morì poco prima delle elezioni, il 24 ottobre, per un'emorragia cerebrale.

### Know Nothing
Intorno alla metà degli anni 1840 la scena politica di New York vide l'apparire dei cosiddetti "nativisti", che reclamavano più diritti per i cittadini statunitensi rispetto agli immigrati; il Partito detto Know Nothing si formò originariamente nel 1843 assumendo ben presto i connotati di estrema opposizione nei riguardi dell'immigrazione e della Chiesa cattolica. Nel 1845 il suo nome era "Native American Party". I loro avversari però li soprannominarono "Know Nothing" e ai diretti interessati il nome piacque tanto che divenne quello ufficiale, fino a quando non si sciolse nel 1860.
Nel 1852 il candidato originariamente prescelto dal Native American Party era Daniel Webster, il candidato dello Union e Segretario di Stato; gli fu affiancato George Corbin Washington (pronipote di George Washington). Webster morì di cause naturali nove giorni prima delle elezioni e il Know Nothing lo dovette rapidamente sostituire con Jacob Broom, affiancato da Reynell Coates. Webster riuscì comunque a collezionare qualche migliaio di voti postumi.
L'ex presidente Millard Fillmore sarebbe diventato il loro candidato nelle elezioni presidenziali del 1856.

### Southern Rights Party
- George M. Troup, ex senatore per la Georgia.

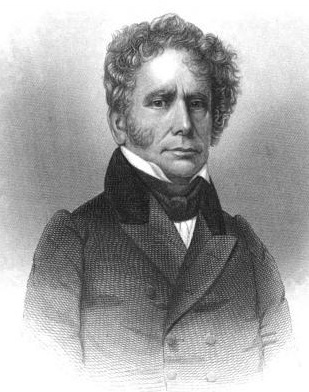
Ex senatore George Troup

### Liberty Party

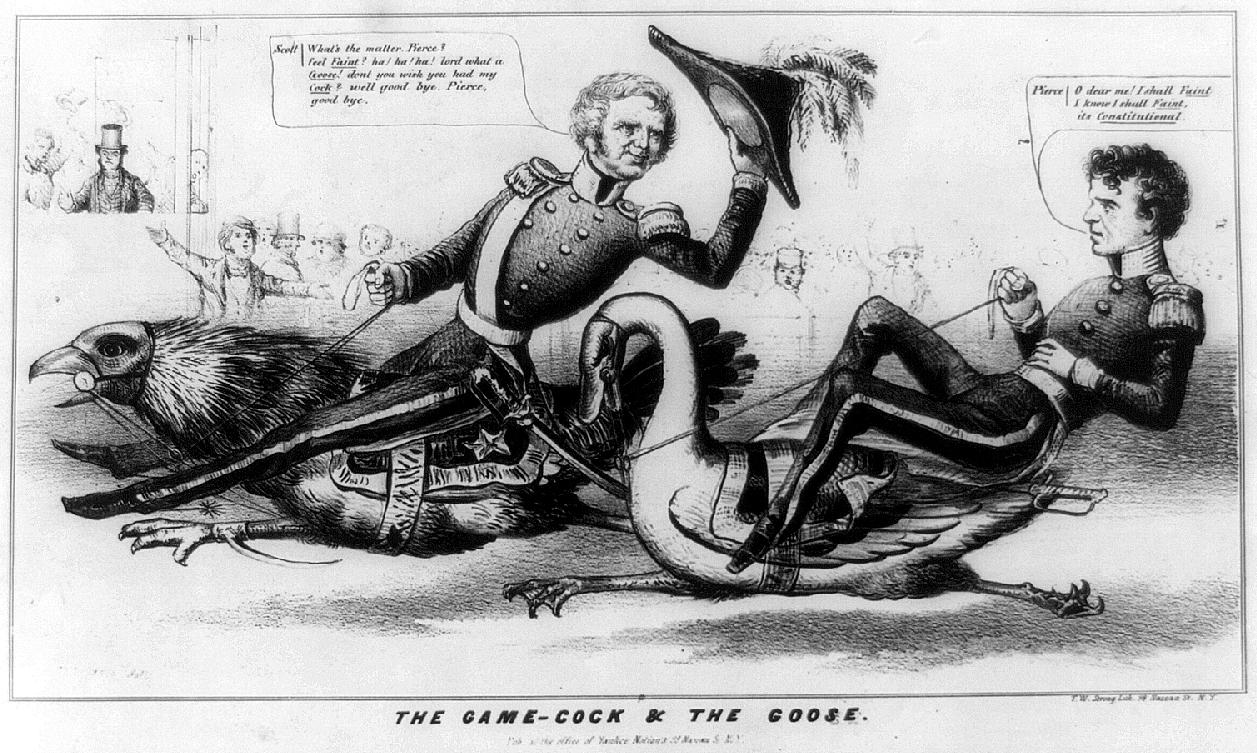
Scott contro Pierce. Scott, in uniforme e dall'aspetto insolito, cavalca un gigantesco gallo; è chiaramente in testa e punta il cappello verso Pierce, provocandolo: "qual è il problema, Pierce? Ah! Ah! Ah! Signore! Che razza di oca! Non ti piacerebbe avere il mio gallo? ciao, Pierce, ciao". Pierce, anch'egli in uniforme, ma cavalcando una grossa oca, risponde: "O mio caro! Devo svenire, so che avrò un attacco... costituzionale!" Il riferimento allo svenimento deriva dalla battaglia di Churubusco durante la guerra messico-statunitense quando Pierce, colpito da precedenti lesioni da combattimento, crollò svenuto e fu portato via dal campo. L'oca era un simbolo poco lusinghiero associato anche al predecessore democratico di Pierce, James Knox Polk.

## Le elezioni
La piattaforma Whig risultò essere quasi del tutto indistinguibile da quella democratica; ciò contribuì sostanzialmente a ridurre le elezioni ad una competizione tra le personalità dei due candidati. La mancanza di chiarezza nei riguardi delle soluzioni delle questioni aperte fece scendere l'affluenza degli aventi diritto al livello più basso dalle elezioni presidenziali del 1836.
Il declino fu ulteriormente accentuato dalla reputazione antischiavista di Scott, il che decimò il voto Whig del Sud nello stesso momento in cui la piattaforma ufficiale pro-schiavitù del Partito minò il voto Whig del Nord. Dopo l'approvazione del Compromesso del 1850, molti membri Whig del Sud avevano rotto con la figura chiave del partito, Henry Clay.
Lo status di Scott come eroe di guerra fu in qualche modo compensato dal fatto che Pierce fosse egli stesso un generale di brigata della guerra messico-statunitense.
Appena nove giorni prima delle elezioni Webster morì, facendo sì che molti delegati statali dello Union Party ritirassero le loro liste elettorali; rimasero sulle schede sia nella Georgia sia in Massachusetts.

### Risultati
Pierce ottenne una larga vittoria; Scott conquistò solo gli stati del Kentucky, del Tennessee, del Massachusetts e del Vermont; mentre il voto del Partito Free Soil crollò a meno della metà di quello che Martin Van Buren aveva ricevuto nelle precedenti elezioni presidenziali del 1848, e non vinse in nessuno Stato. Il fatto che Daniel Webster ricevette una parte consistente del voto in Georgia e nel Massachusetts, anche se era morto, mostra quanto gli elettori fossero disincantati nei riguardi dei due candidati principali.
Nel voto popolare, Pierce superò Scott di 220 000 voti, 17 Stati furono vinti con uno scarto inferiore al 10% e otto da uno inferiore al 5%.
A seguito della devastante sconfitta e delle crescenti tensioni all'interno del Partito tra i Sudisti favorevoli alla schiavitù e i Nordisti anti-schiavisti, il Partito Whig si sciolse rapidamente dopo le elezioni e cessò di esistere. Alcuni Whig originari del meridione si sarebbero poi uniti al Partito Democratico, mentre molti nel Nord avrebbero contribuito a formare il nuovo Partito Repubblicano nel 1854. Alcuni Whig di entrambe le parti avrebbero infine sostenuto il cosiddetto partito "Know Nothing" nelle elezioni presidenziali del 1856. Allo stesso modo il Free Soil Party scomparve nell'oscurità subito dopo queste elezioni e la maggior parte dei loro membri si unirono agli ex Whig Nordisti per formare il Partito Repubblicano.
Il "Partito per i diritti del Sud" crollò a tutti gli effetti subito dopo le elezioni, avendo raggiunto solo il 5% dei voti in Alabama e poche centinaia nello Stato di nascita, la Georgia. Nel 1853 avrebbe eletto un certo numero di membri del Congresso, ma poco dopo questi sarebbero tutti confluiti nei Democratici.
Questa fu l'ultima elezione in cui i Democratici vinsero il Michigan fino alle elezioni presidenziali del 1932 (nelle elezioni residenziali del 1892 Grover Cleveland ottenne un voto elettorale da ciascuno dei cinque distretti del congresso del Michigan nonostante avesse perso lo Stato); l'ultima in cui conquistarono l'Iowa, il Maine, il New Hampshire, l'Ohio (nel 1892 Cleveland ricevette un voto elettorale dello Stato) e il Rhode Island fino alle elezioni presidenziali del 1912; l'ultima in cui conquistarono il Wisconsin fino alle elezioni presidenziali del 1892; l'ultima in cui ottennero il Connecticut fino alle elezioni presidenziali del 1876 ed infine l'ultima in cui i democratici conquistarono lo stato di New York fino alle elezioni presidenziali del 1868.

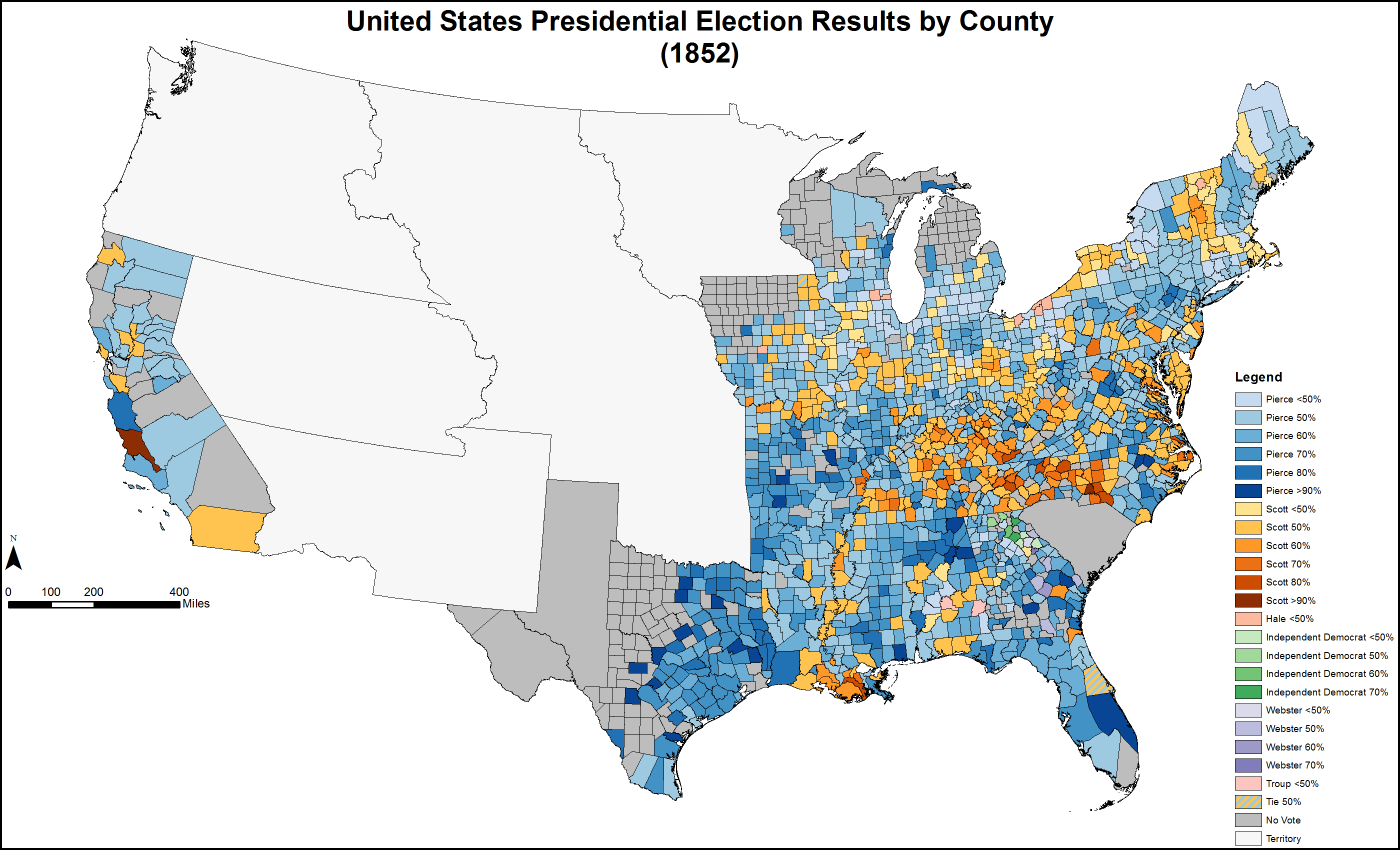
Risultati per contea indicanti la percentuale del candidato vincitore. Le tonalità in blu sono per Pierce (Democratico), quelle in camoscio per Scott (Whig), quelle in rosso per Hale (Free Soil), le sfumature in arancio sono per Webster (Union), quelle in verde per i Democratici Indipendenti e quelle in viola sono per Troup (Southern Rights).

Furono inoltre le ultime elezioni in cui il principale avversario dei Democratici ebbe la meglio nel Kentucky fino alle elezioni presidenziali del 1896 (il candidato del Constitutional Party John Bell conquistò lo Stato alle elezioni presidenziali del 1860; fu tuttavia superato nel voto popolare sia da due fazioni democratiche che dal repubblicano Abraham Lincoln. Oltre a questo sporadico episodio, i Democratici vinsero nel Kentucky in tutte e dieci le elezioni tra il 1856 e il 1892) e in effetti l'ultima fino alle elezioni presidenziali del 1928 in cui l'avversario dei Democratici vi ottenne la maggioranza assoluta.
| Candidato        | Partito             | Voti      | % voti | Grandi Elettori | Candidato Vicepresidenziale |
| ---------------- | ------------------- | --------- | ------ | --------------- | --------------------------- |
| Franklin Pierce  | Partito Democratico | 1.607.510 | 50,8%  | 254             | William R. King             |
| Winfield Scott   | Partito Whig        | 1.386.942 | 43,9%  | 42              | William Alexander Graham    |
| John Parker Hale | Free Soil Party     | 155.210   | 4,9%   | 0               | George Washington Julian    |
| Daniel Webster   | Union               | 6.994     | 0,2%   | 0               | Charles J. Jenkins          |
| Jabob Broom      | Know Nothing        | 2.556     | 0,1%   | 0               | Reynell Coates              |
| George Troup     | Southern Rights     | 2.331     | 0,1%   | 0               | John Anthony Quitman        |
| Altri            |                     | 277       | 0,0%   | 0               |                             |
| Totale           |                     | 3.161.830 | 100,0% | 296             |                             |

Fonti: voto popolare; voto elettorale.
D. Webster morì il 24 ottobre, una settimana prima delle elezioni; tuttavia il suo nome rimase nelle liste per il ballottaggio sia in Massachusetts che nella Georgia e riuscì comunque a raccogliere quasi settemila voti postumi. Era anche il candidato originale del "Native American Party", ma fu sostituito alla sua morte da J. Broom.
Per una discussione dettagliata sullo Union Party formato da ex Whig pro-Union vedi Michael F. Holt, The Rise and Fall of the Whig Party: Jacksonian Politics and the Onset of the Civil War (New York: Oxford University Press, 1999), Capitoli 19 e 20.
I principali candidati per la vicepresidenza erano entrambi nati nella Carolina del Nord e avevano frequentato l'Università della Carolina del Nord a Chapel Hill, anche se a distanza di due decenni l'uno dall'altro, erano anche membri di opposte società di discussione: rispettivamente la "Dialectic" e la "Philanthropic". Entrambi ricoprirono anche cariche in campo politico statale: King fu deputato della Carolina del Nord alla Camera dei rappresentanti prima di trasferirsi in Alabama, mentre Graham ne fu il governatore.
|        |        |  |       |       |
| ------ | ------ |  | ----- | ----- |
| Pierce | Pierce |  | 50,84 | 50,84 |
| Scott  | Scott  |  | 43,87 | 43,87 |
| Hale   | Hale   |  | 4,91  | 4,91  |
| Altri  | Altri  |  | 0,38  | 0,38  |

|        |        |  |       |       |
| ------ | ------ |  | ----- | ----- |
| Pierce | Pierce |  | 85,81 | 85,81 |
| Scott  | Scott  |  | 14,19 | 14,19 |

### Geografia dei risultati

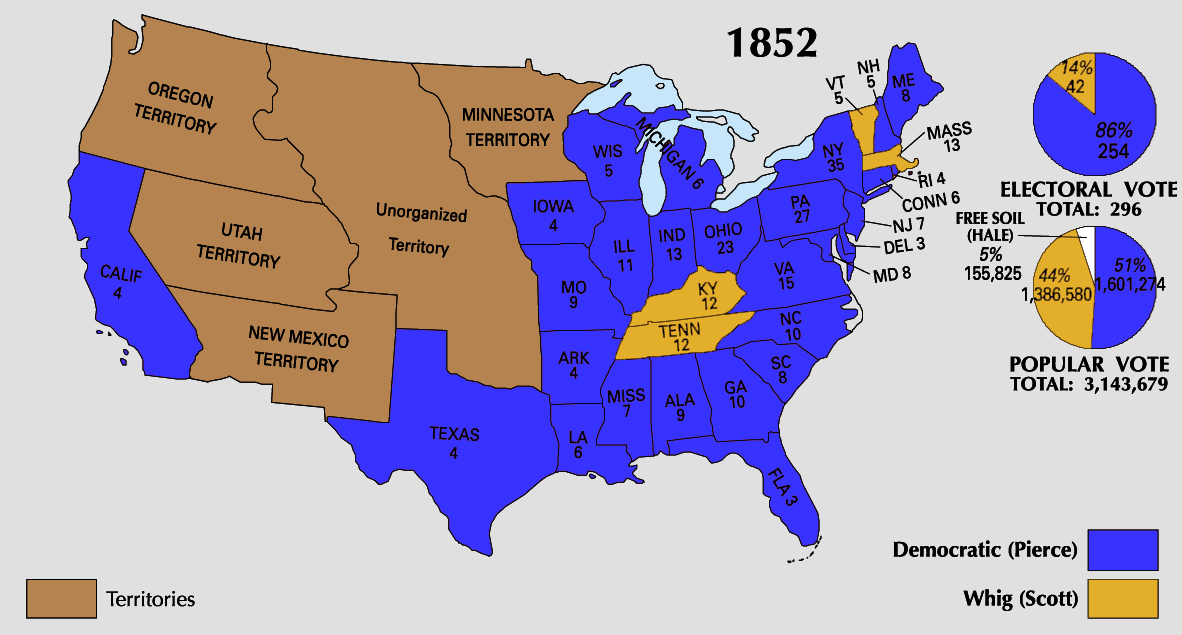

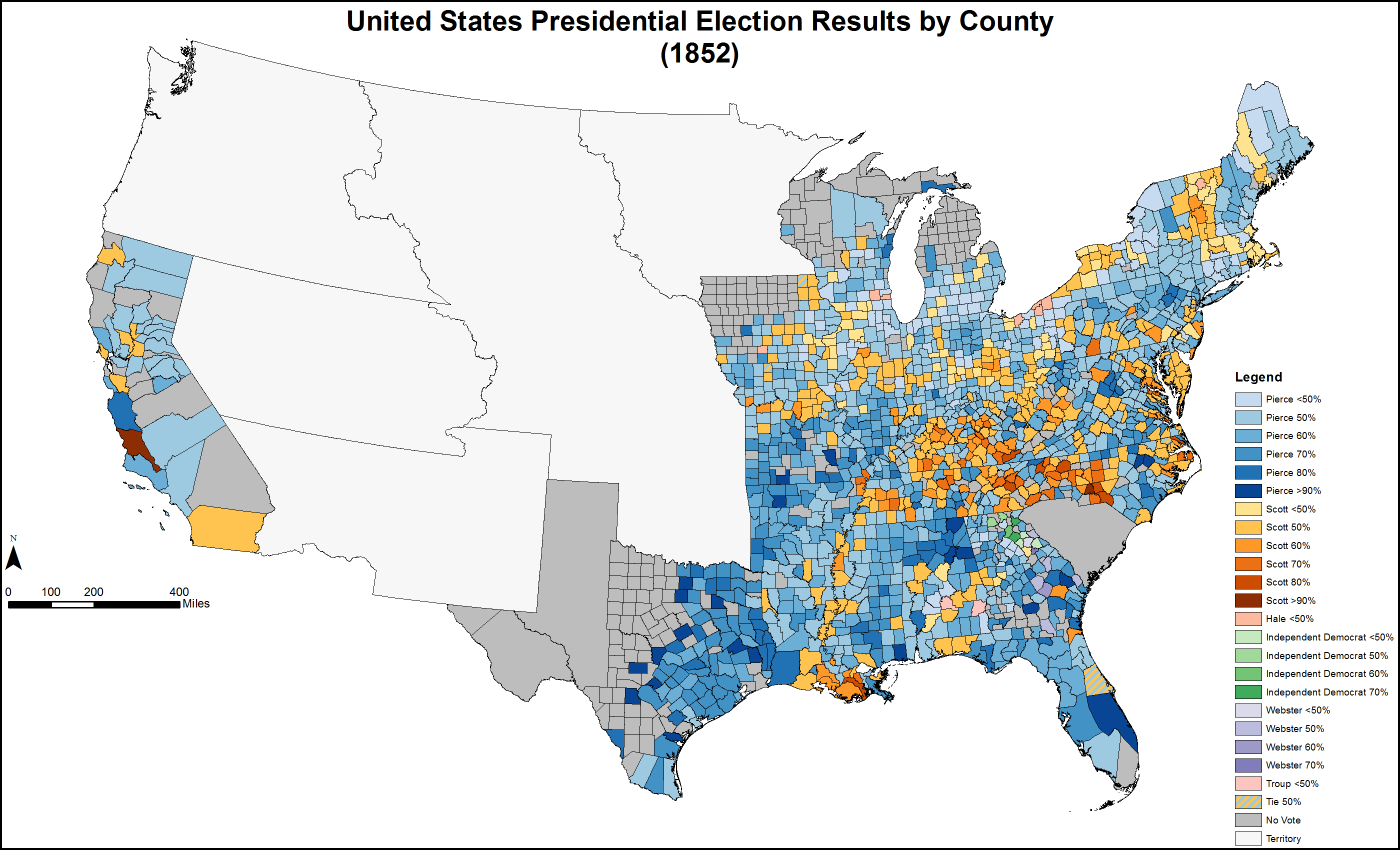
Mappa dei risultati per contea
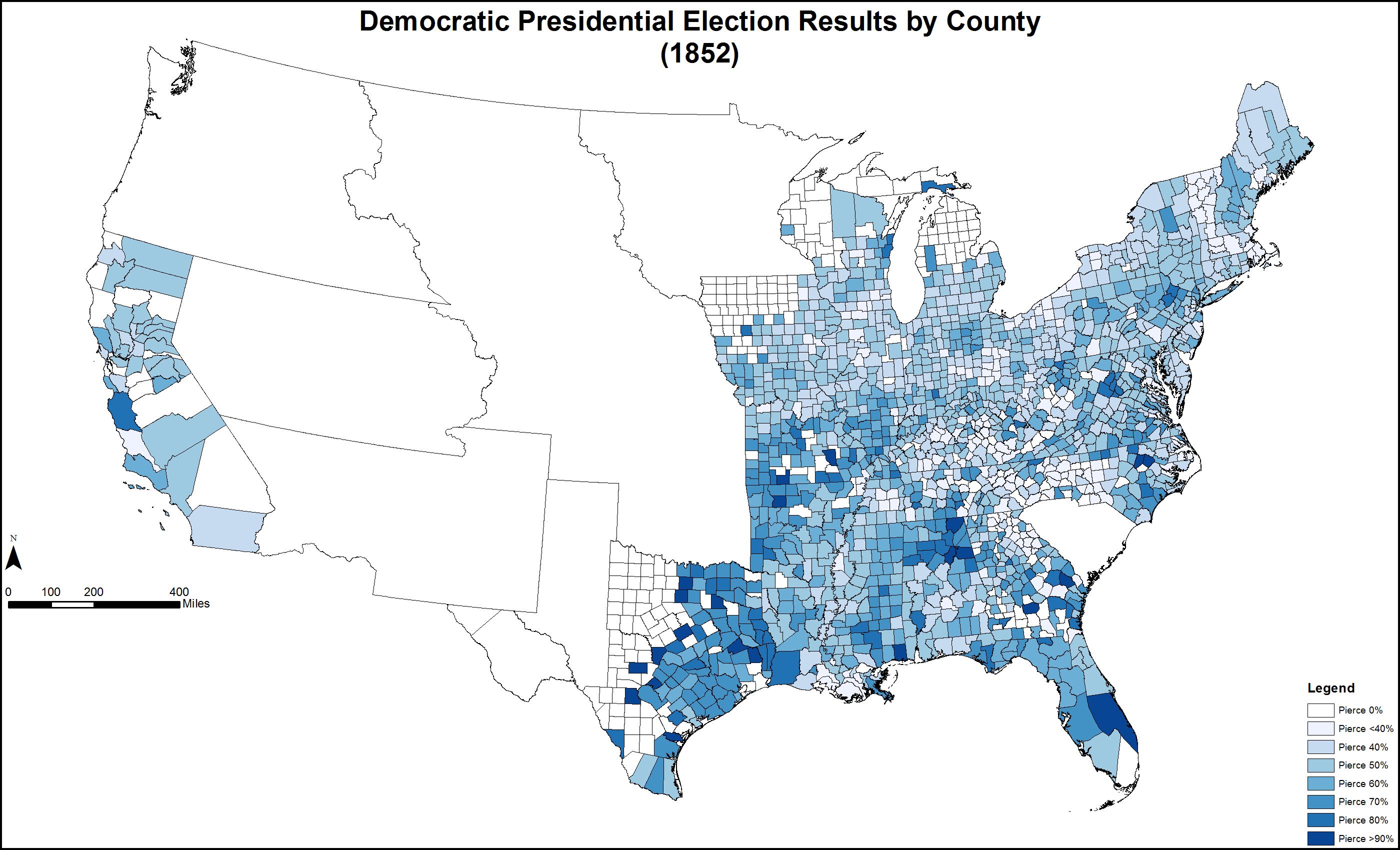
Mappa dei risultati democratici per contea
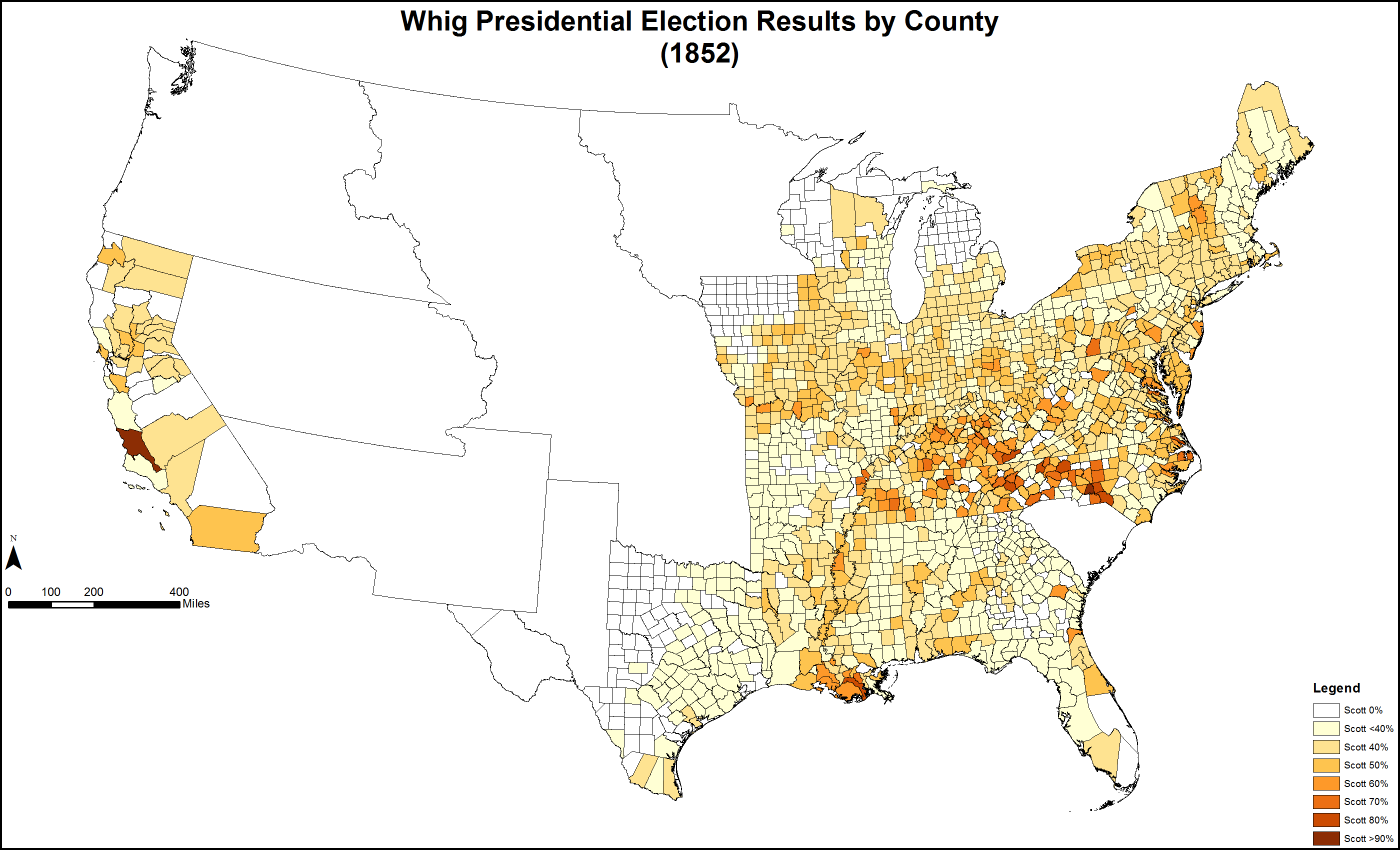
Mappa dei risultati Whig per contea
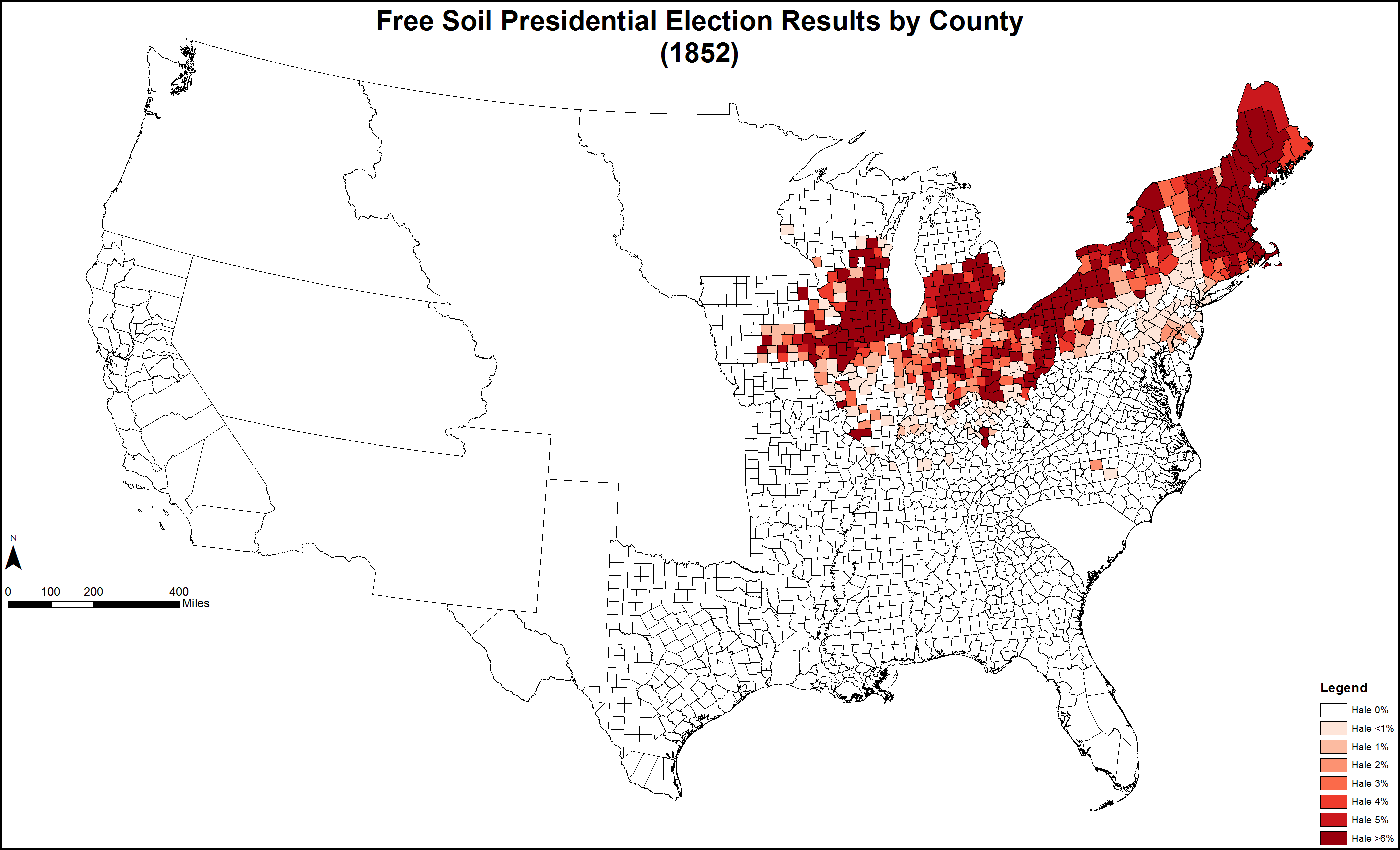
Mappa dei risultati Free Soil per contea
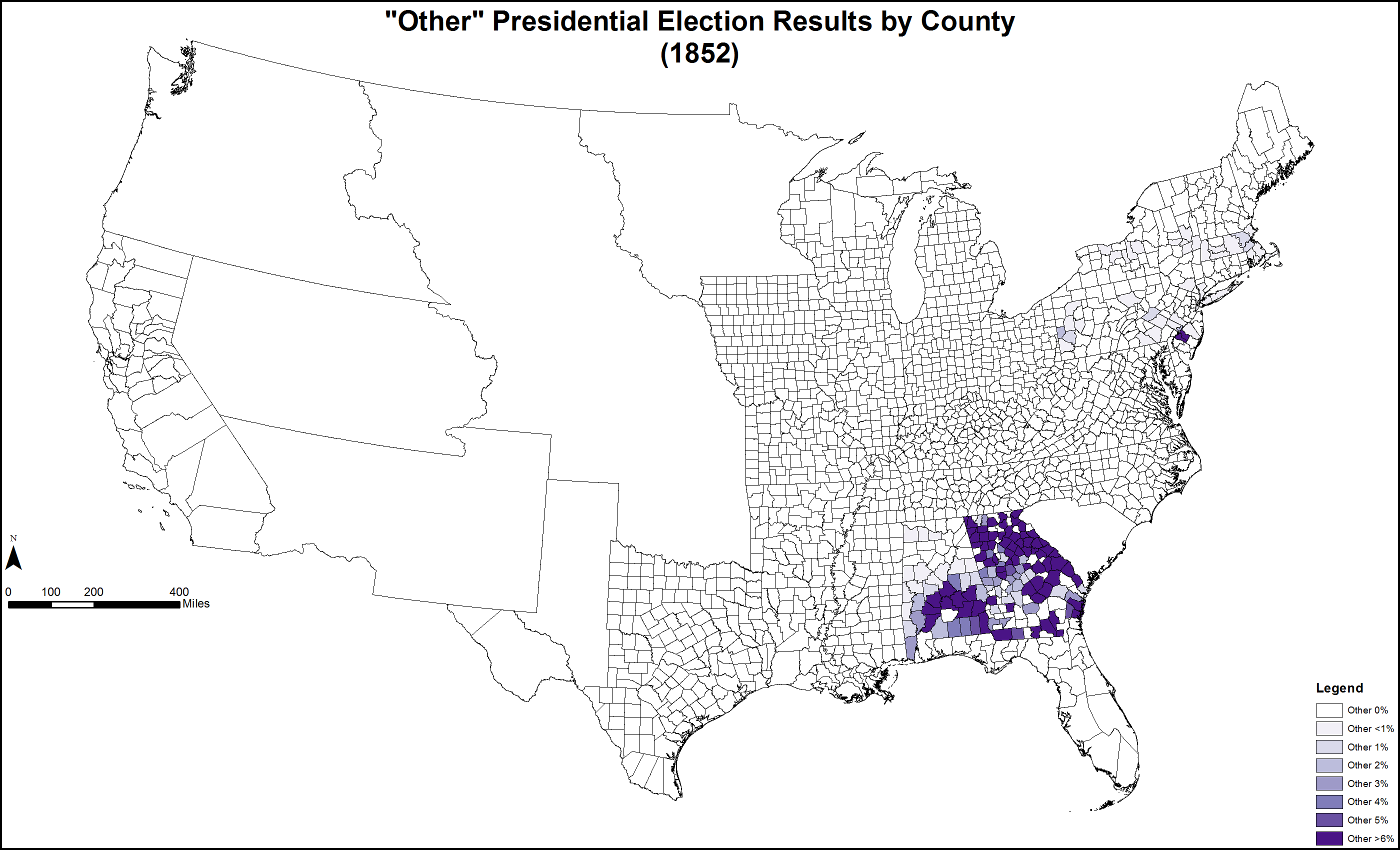
Mappa dei risultati di altri, per contea

### Risultati per Stato
Fonte: Walter Dean Burnham.
| Stati vinti da Pierce/King   |                 |                             |                             |                             |                     |                     |                     |                        |                        |                        |              |              |  |  |  |  |
| Stati vinti da Scott/Graham  |                 |                             |                             |                             |                     |                     |                     |                        |                        |                        |              |              |  |  |  |  |
|                              |                 | Franklin Pierce Democratico | Franklin Pierce Democratico | Franklin Pierce Democratico | Winfield Scott Whig | Winfield Scott Whig | Winfield Scott Whig | John P. Hale Free Soil | John P. Hale Free Soil | John P. Hale Free Soil | Totale stati | Totale stati |  |  |  |  |
| Stato                        | Voti elettorali | #                           | %                           | Voti elettorali             | #                   | %                   | Voti elettorali     | #                      | %                      | Voti elettorali        | #            |              |  |  |  |  |
| Alabama                      | 9               | 26,881                      | 60,89                       | 9                           | 15.061              | 34,12               | -                   | non partecipa          | non partecipa          | non partecipa          | 44.147       | AL           |  |  |  |  |
| Arkansas                     | 4               | 12.173                      | 62,18                       | 4                           | 7.404               | 37,82               | -                   | non partecipa          | non partecipa          | non partecipa          | 19.577       | AR           |  |  |  |  |
| California                   | 4               | 40.721                      | 53,02                       | 4                           | 35.972              | 46,83               | -                   | 61                     | 0,08                   | -                      | 76.810       | CA           |  |  |  |  |
| Carolina del Nord            | 10              | 39.778                      | 50,43                       | 10                          | 39.043              | 49,49               | -                   | non partecipa          | non partecipa          | non partecipa          | 78.881       | NC           |  |  |  |  |
| Carolina del Sud             | 8               | senza voto popolare         | senza voto popolare         | 8                           | senza voto popolare | senza voto popolare | senza voto popolare | senza voto popolare    | senza voto popolare    | senza voto popolare    | -            | SC           |  |  |  |  |
| Connecticut                  | 6               | 33.249                      | 49,79                       | 6                           | 30.359              | 45,56               | -                   | 3.161                  | 4,73                   | -                      | 66.781       | CT           |  |  |  |  |
| Delaware                     | 3               | 6.318                       | 49,85                       | 3                           | 6.293               | 49,66               | -                   | 62                     | 0,49                   | -                      | 12.673       | DE           |  |  |  |  |
| Florida                      | 3               | 4,318                       | 60,03                       | 3                           | 2.875               | 39,97               | -                   | non partecipa          | non partecipa          | non partecipa          | 7.193        | FL           |  |  |  |  |
| Georgia                      | 10              | 40.516                      | 64,70                       | 10                          | 16.660              | 26,60               | -                   | non partecipa          | non partecipa          | non partecipa          | 62.626       | GA           |  |  |  |  |
| Illinois                     | 11              | 80.378                      | 51,87                       | 11                          | 64.733              | 41,77               | -                   | 9.863                  | 6,36                   | -                      | 154.974      | IL           |  |  |  |  |
| Indiana                      | 13              | 95.340                      | 52,05                       | 13                          | 80.901              | 44,17               | -                   | 6.929                  | 3,78                   | -                      | 183.170      | IN           |  |  |  |  |
| Iowa                         | 4               | 17.763                      | 50,23                       | 4                           | 15.856              | 44,84               | -                   | 1.606                  | 4,54                   | -                      | 35.364       | IA           |  |  |  |  |
| Kentucky                     | 12              | 53.494                      | 48,32                       | -                           | 57.428              | 51,44               | 12                  | 266                    | 0,24                   | -                      | 111.148      | KY           |  |  |  |  |
| Louisiana                    | 6               | 18.647                      | 51,94                       | 6                           | 17.255              | 48,06               | -                   | non partecipa          | non partecipa          | non partecipa          | 42.873       | LA           |  |  |  |  |
| Maine                        | 8               | 41.609                      | 50,63                       | 8                           | 32.543              | 39,60               | -                   | 8.030                  | 9,77                   | -                      | 82.182       | ME           |  |  |  |  |
| Maryland                     | 8               | 40.022                      | 53,28                       | 8                           | 35.077              | 46,69               | -                   | 21                     | 0,03                   | -                      | 75.120       | MD           |  |  |  |  |
| Massachusetts                | 13              | 44.569                      | 35,07                       | -                           | 52.683              | 41,45               | 13                  | 28.203                 | 22,19                  | -                      | 127.103      | MA           |  |  |  |  |
| Michigan                     | 6               | 41.842                      | 50,45                       | 6                           | 33.860              | 40,83               | -                   | 7.237                  | 8,73                   | -                      | 82.939       | MI           |  |  |  |  |
| Mississippi                  | 7               | 26.896                      | 60,50                       | 7                           | 17.558              | 39,50               | -                   | non partecipa          | non partecipa          | non partecipa          | 44.454       | MS           |  |  |  |  |
| Missouri                     | 9               | 38.817                      | 56,42                       | 9                           | 29.984              | 43,58               | -                   | non presente           | non presente           | non presente           | 68.801       | MO           |  |  |  |  |
| New Hampshire                | 5               | 28.503                      | 56,40                       | 5                           | 15.486              | 30,64               | -                   | 6.546                  | 12,95                  | -                      | 50.535       | NH           |  |  |  |  |
| New Jersey                   | 7               | 44.305                      | 53,24                       | 7                           | 38.556              | 46,33               | -                   | 359                    | 0,43                   | -                      | 83.220       | NJ           |  |  |  |  |
| New York                     | 35              | 262.083                     | 50,18                       | 35                          | 234.882             | 44,97               | -                   | 25.329                 | 4,85                   | -                      | 522.294      | NY           |  |  |  |  |
| Ohio                         | 23              | 168.933                     | 47,83                       | 23                          | 152.523             | 43,18               | -                   | 31.732                 | 8,98                   | -                      | 353.188      | OH           |  |  |  |  |
| Pennsylvania                 | 27              | 198.562                     | 51,20                       | 27                          | 179.104             | 46,18               | -                   | 8.495                  | 2,19                   | -                      | 387.389      | PA           |  |  |  |  |
| Rhode Island                 | 4               | 8.735                       | 51,37                       | 4                           | 7.626               | 44,85               | -                   | 644                    | 3,79                   | -                      | 17.005       | RI           |  |  |  |  |
| Tennessee                    | 12              | 56,900                      | 49,27                       | -                           | 58.586              | 50,73               | 12                  | non partecipa          | non partecipa          | non partecipa          | 115.486      | TN           |  |  |  |  |
| Texas                        | 4               | 13.552                      | 73,07                       | 4                           | 4.995               | 26,93               | -                   | non partecipa          | non partecipa          | non partecipa          | 18.547       | TX           |  |  |  |  |
| Vermont                      | 5               | 13.044                      | 29,72                       | -                           | 22.173              | 50,52               | 5                   | 8.621                  | 19,64                  | -                      | 43.890       | VT           |  |  |  |  |
| Virginia                     | 15              | 73.872                      | 55,71                       | 15                          | 58.732              | 44,29               | -                   | non partecipa          | non partecipa          | non partecipa          | 132.604      | VA           |  |  |  |  |
| Wisconsin                    | 5               | 33.658                      | 52,04                       | 5                           | 22.210              | 34,34               | -                   | 8.814                  | 13,63                  | -                      | 64.682       | WI           |  |  |  |  |
| Stati Uniti:                 | 296             | 1.605.943                   | 50,83                       | 254                         | 1.386.418           | 43,88               | 42                  | 155.799                | 4,93                   | -                      | 3.159.640    | US           |  |  |  |  |
| MAGGIORANZA GRANDI ELETTORI: | 149             |                             |                             |                             |                     |                     |                     |                        |                        |                        |              |              |  |  |  |  |